# Maurin (Saint-Paul-sur-Ubaye)
Pour les articles homonymes, voir Maurin.

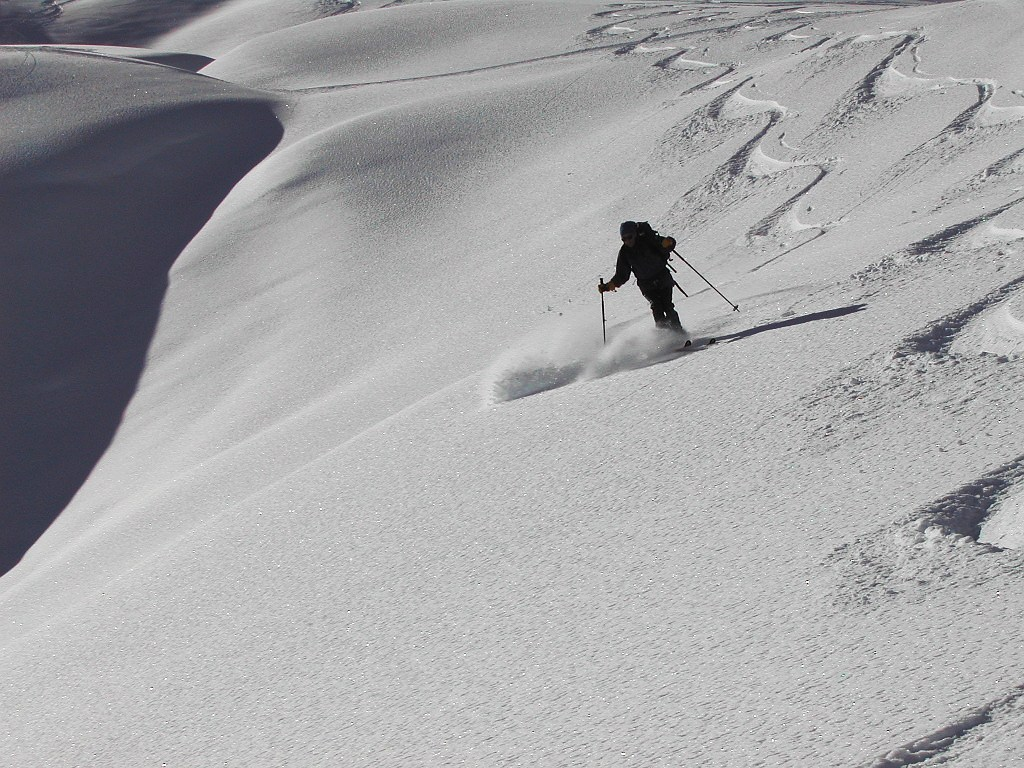
Le vallon est un tremplin vers des courses de raquettes et de ski-alpinisme.

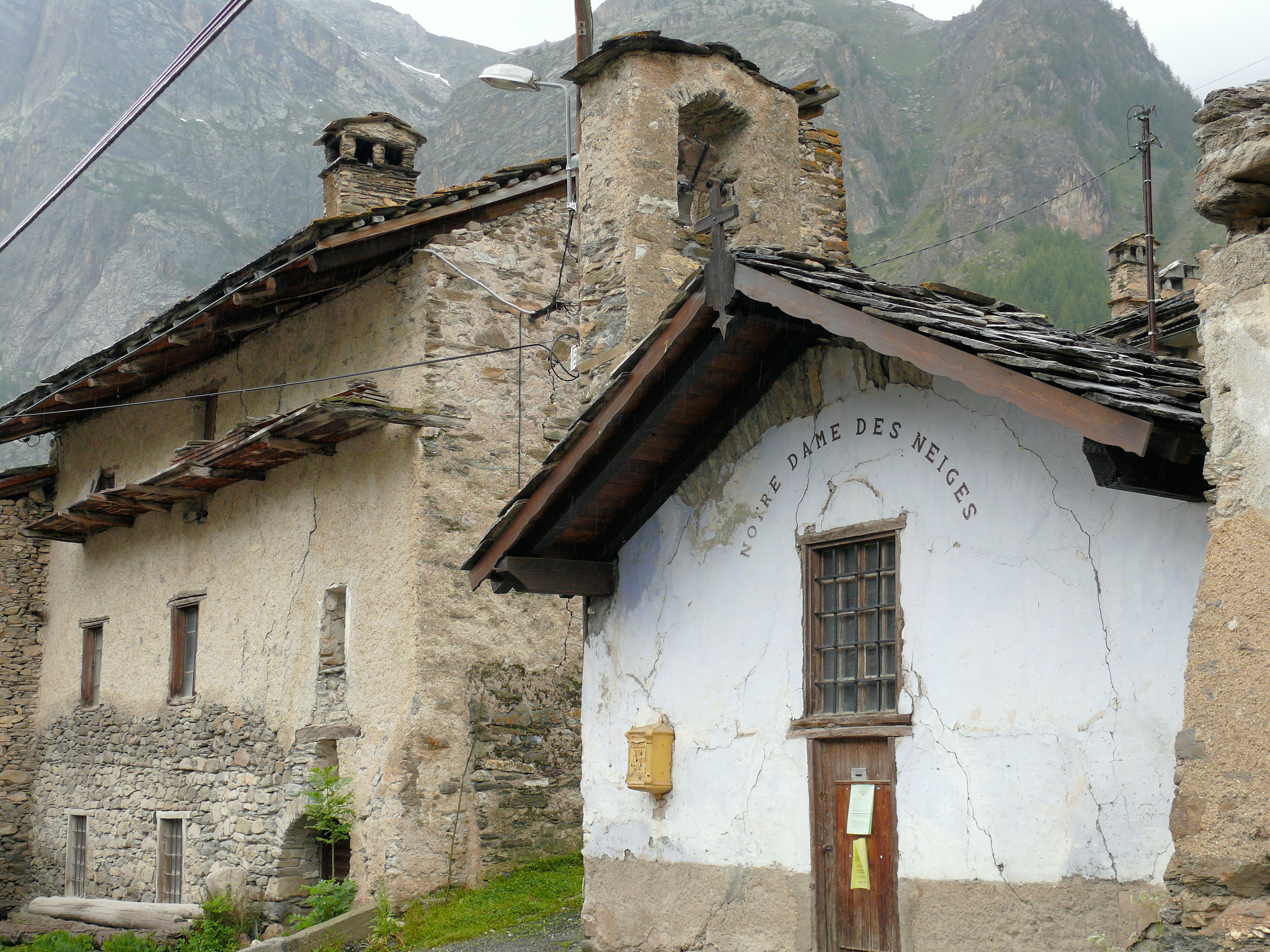
Chapelle Notre-Dame-des-Neiges au hameau de la Barge.

Maurin est un établissement humain de la commune de Saint-Paul-sur-Ubaye dans le département des Alpes-de-Haute-Provence.
Occupant l'extrémité supérieure de la vallée de l'Ubaye qui y prend sa source, le territoire de Maurin constitue une fine bande territoriale ceinte de hautes cimes confinant au Dauphiné au nord et au Piémont au sud et à l'est.
Sise à 1 920 mètres d'altitude, l'église Saint-Antoine-du-Désert de Maurin est par ailleurs la plus haute paroisse de Provence.

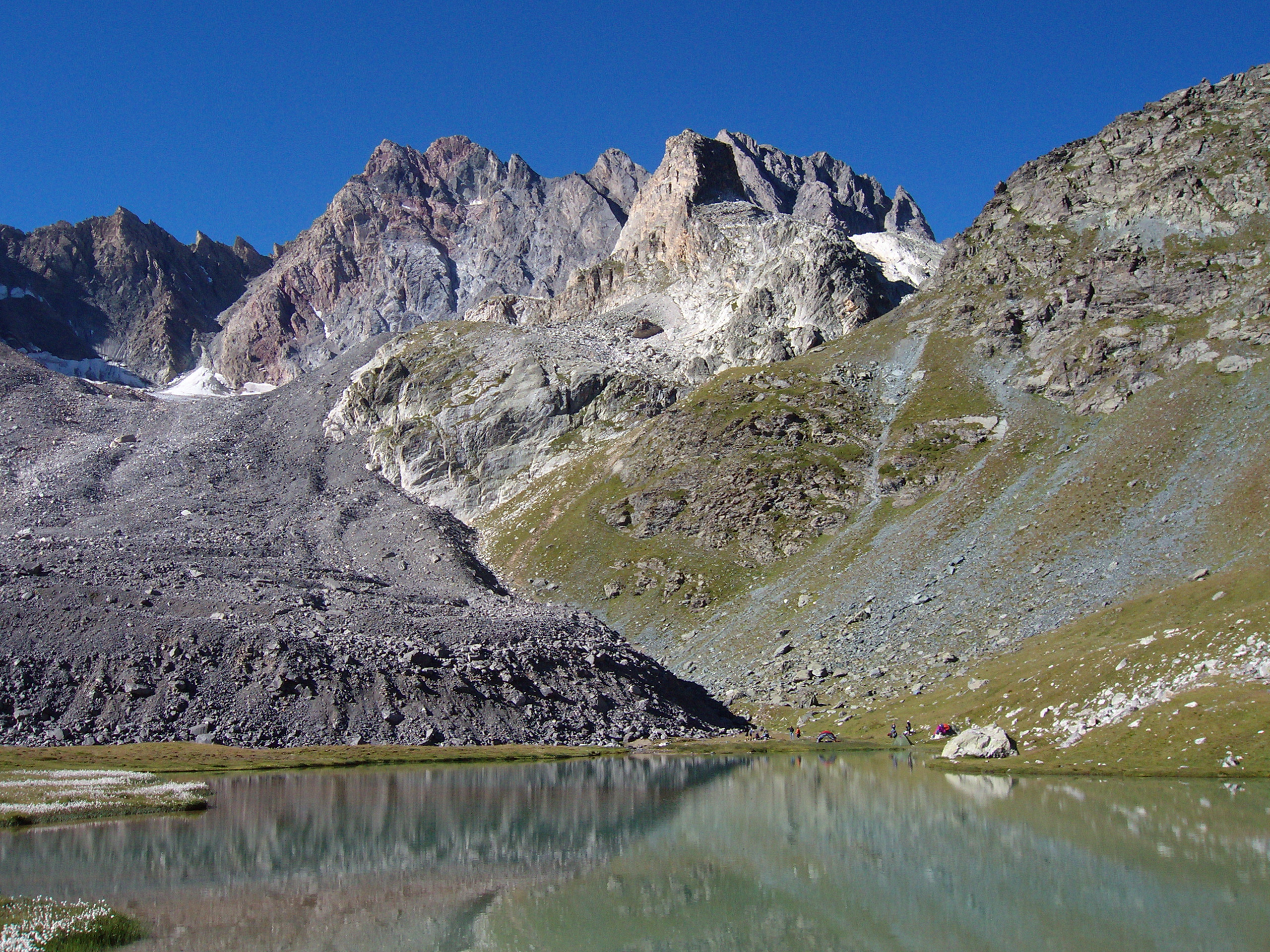
Lac du Marinet.

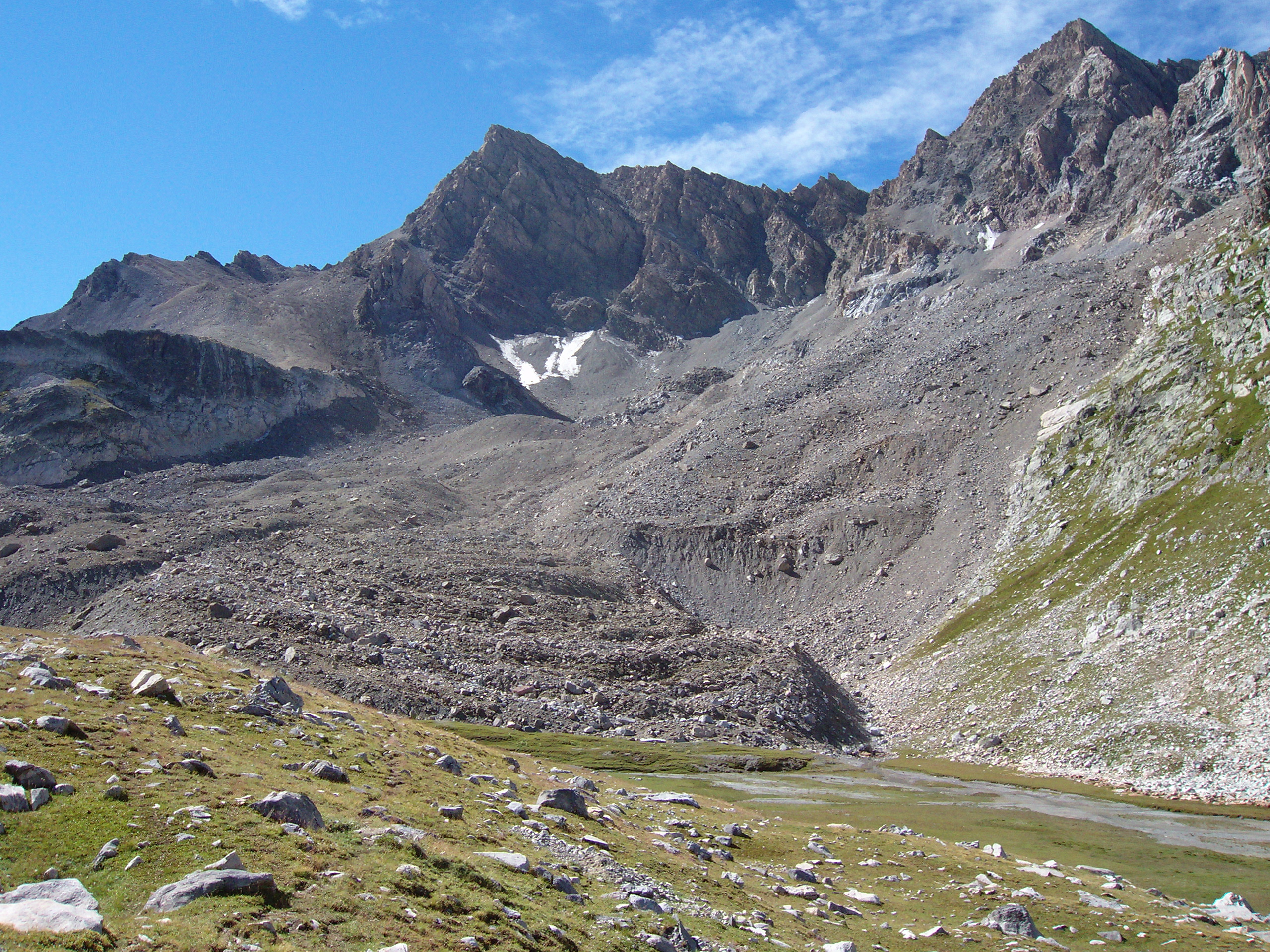
Aiguilles du Chambeyron.

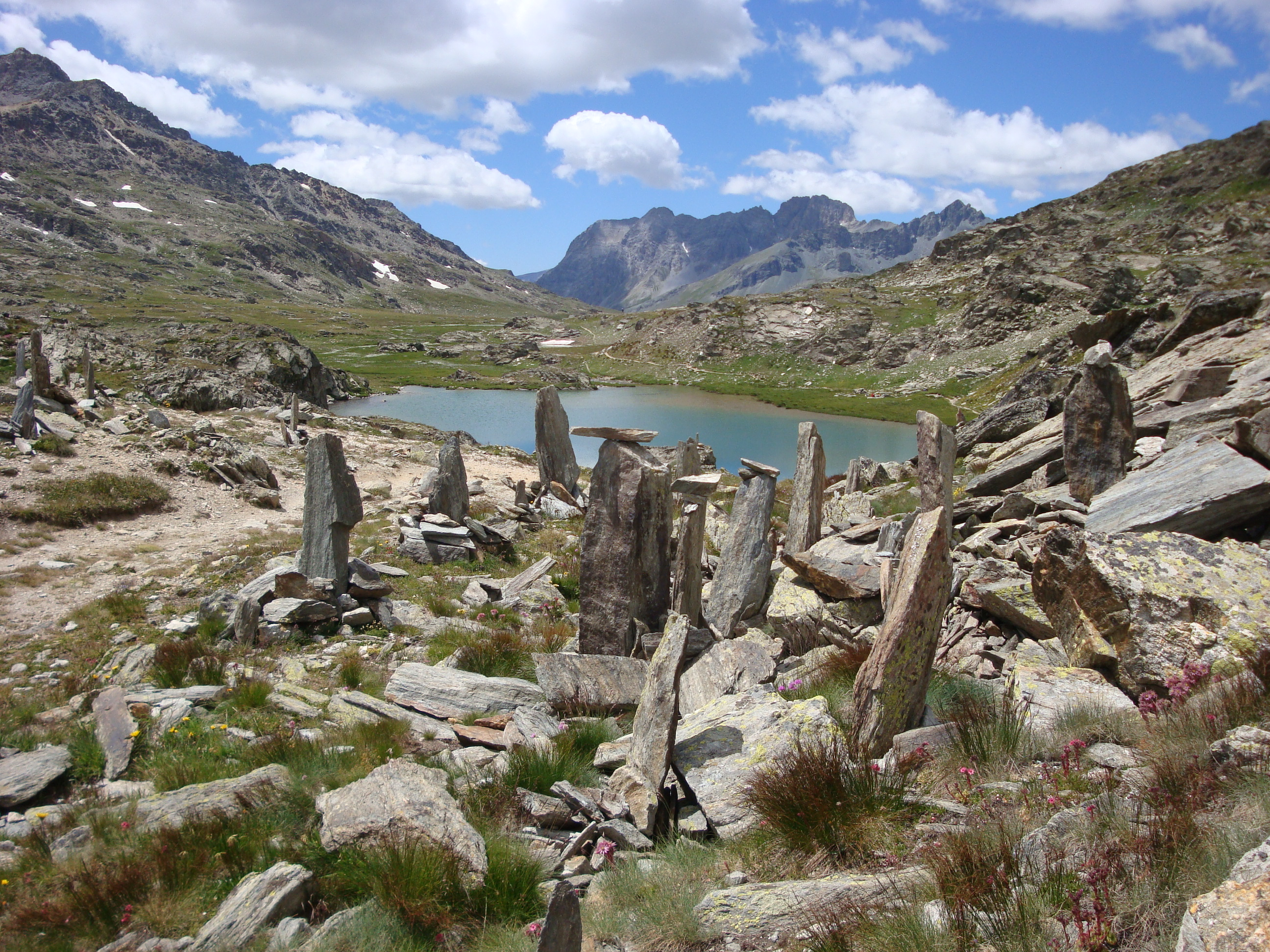
Col du Longet.

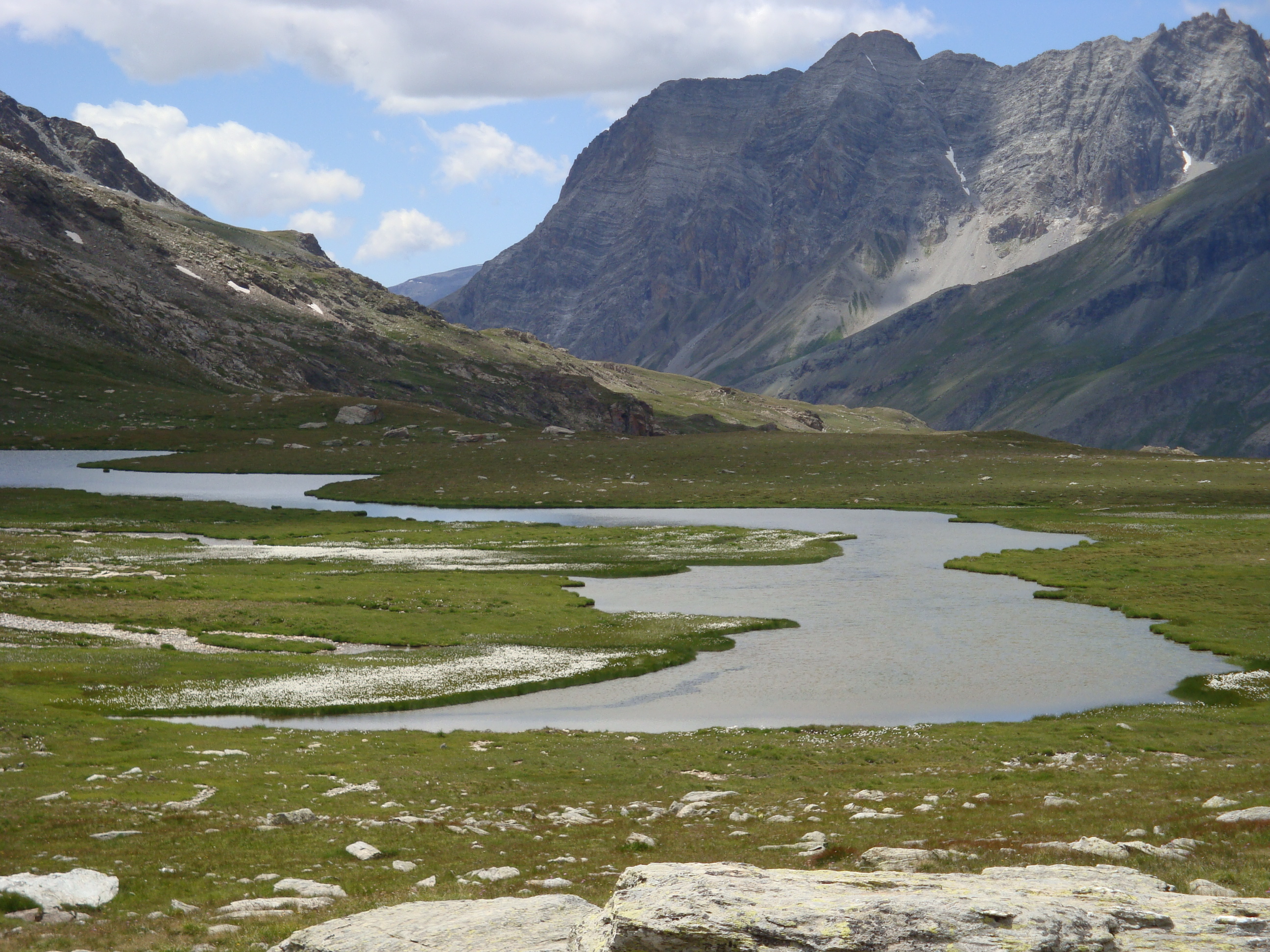
Source de l'Ubaye.

## Environnement limitrophe
| Vars, Hautes-Alpes Pic de Panestrel et Col de Girardin 2876 | St Véran, Queyras, Col Tronchet 2661, Ceillac      | Sources de l'Ubaye, Col du Longet 2650, Tête de Toillies 3 175 m, Mont Viso 3841, Col Agnel |
| Pics du Sanglier et des Houerts 3 225 m, Val d'Escreins.    | Vallon de Maurin                                   | Val Varaita, Casteldelfino (Italie), Bric de Rubren                                         |
| Saint-Paul-sur-Ubaye, Jausiers                              | Refuge et Brec de Chambeyron, Hameau de Fouillouse | Col de Mary ; Val Maira, Acceglio (Italie)                                                  |

## Généralités
Le territoire de Maurin est à faible déclivité dans sa partie habitée ; le hameau de la Barge (1 859 m), premier de trois hameaux, précède Maljasset (1 910 m) qui initie une ouverture plus large du vallon jusqu'au hameau de Combremond (1 930 m) (ou Combe-Brémond). Sa jonction à la partie aval, le vallon de Saint-Antoine, unique accès carrossable, se fait par une charnière de déclivité étroite à forte pente, La Blachière, 150 m de dénivelé dont la voie reste axée et sans épingle à cheveu.
Sa partie habitée est située à vol d'oiseau à 12 km du chef-lieu, et à l'opposé à 10 km du col du Longet, la source précise de l'Ubaye et la frontière. Il est à 11 km de Saint-Véran, Queyras. Ce vallon est un lieu essentiel de randonnées. Les onze kilomètres aval, vallon de Saint-Antoine, sont aussi décrits dans cet article, jusqu'au verrou géologique du Châtelet.
Le vallon amont, après les zones habitées, est une excroissance nord-est qui est dans un azimut de 60°, c'est le "vallon du Longet". La confluence la plus importante du vallon de Maurin est celle du riou de Mary. Il a un débit régulier alimenté principalement du glacier de Marinet. Ce vallon de Mary, talweg perpendiculaire à l'Ubaye, permet l'arrivée anticipée du soleil matinal au solstice d'hiver sur Combremont. Avançant dans la saison, ce hameau perd vite, cet avantage matinal par sa proximité avec la montagne de l'Alpet. Lieu où se trouve la plus proche des carrières de marbre blanc/vert, utilisée au XIXe siècle. C'est une ophicalcite sous le nom de marbre vert de Maurin). De cette carrière provient le marbre utilisé pour le tombeau de Napoléon Ier, aux Invalides. Ce vallon de Maurin est au nord-est du chef-lieu. Sa partie habitée débute par 3 km de tronçon en pente douce de 2,2 % s'élargissant doucement. C'est une zone d'habitats construite presque à 2 000 mètres d'altitude. Ces hameaux alignés au vallon sont: La-Barge, Maljasset, l’Isus, Combremont. L'amont ensuite est de pentes à incidences variées, jusqu'aux sources de l'Ubaye. La voie aval, carrossable, n'est déneigée en hiver que depuis 1972 (11 km). En hiver ce fut une distance importante, à skis ou en raquettes qui la séparait très franchement des Serennes, parcours du vallon de Saint-Antoine, encaissé difficile d'entretien à cause des pentes avalancheuses et des éboulements. C'est au prix d'un entretien quotidien que cette voie est aujourd'hui vraiment accessible pendant l'hiver.

## Les hameaux

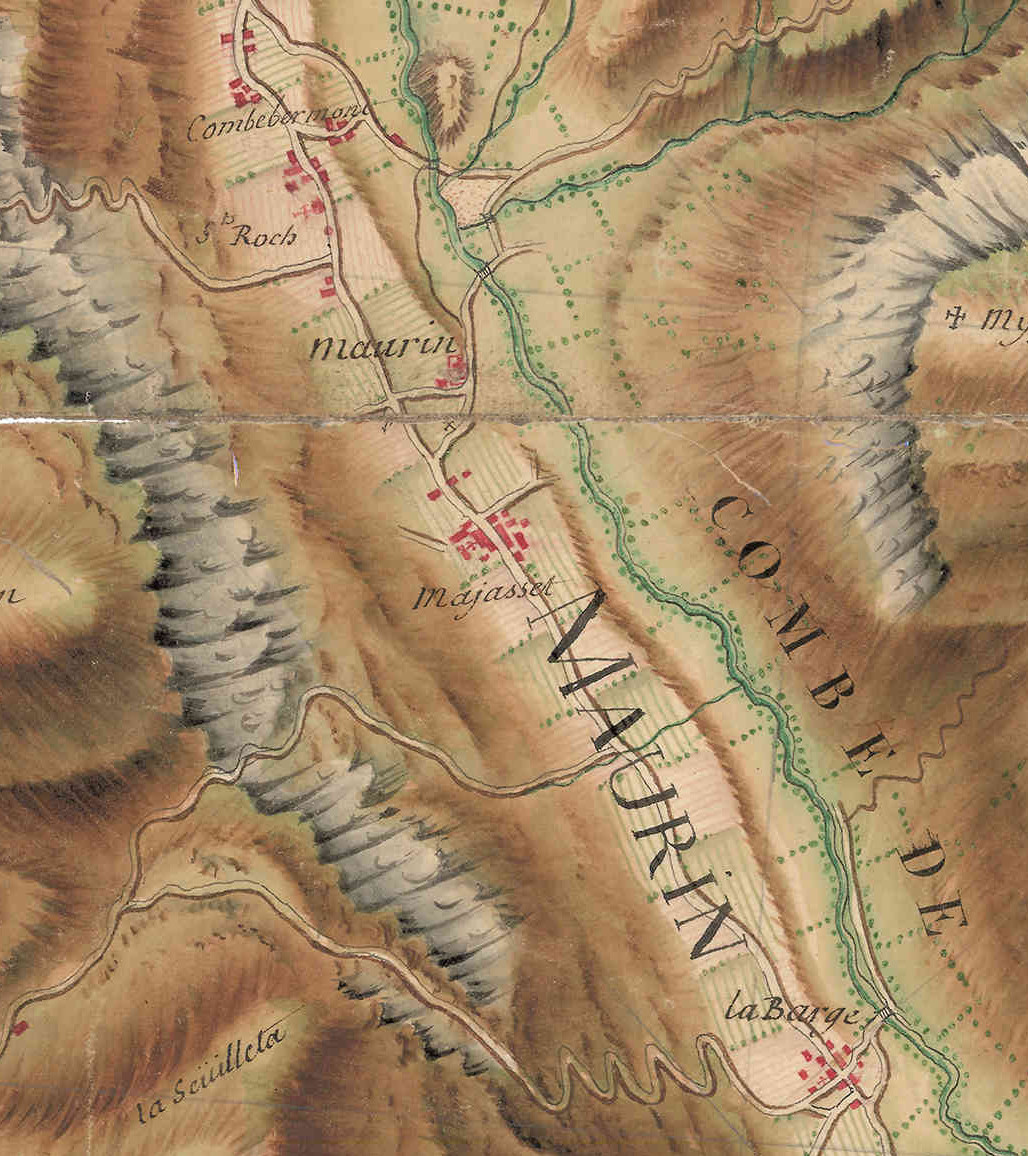
Partie aval du vallon. Carte nouvellement découverte, établie entre 1749 et 1755 sous la direction de Pierre Joseph de Bourcet, ingénieur militaire. Chef-d’œuvre aquarellées, dessinées au 1/14 400e.

### La-Barge
Il est le hameau aval. À voie unique, entre les maisons, la traversée du hameau est étriquée. Cette difficulté empêche la progression plus haut des véhicules aux gabarits importants : les limites administratives imposées sont de 3,5 tonnes et en largeur à 1,6 m environ. Attention, n'ayant pas de trottoir, la priorité est donc aux piétons; la vitesse de traversée est de 20 km/h maximum (réduite depuis début 2016). Les murs des maisons et les avancées de toiture sont d'ailleurs régulièrement endommagés. Ce hameau comportait une école communale jusqu'aux environs de 1960. Le local a été vendu par la commune vers 1990. Ce premier hameau est encore dans une partie resserrée de la vallée, peu éclairée en hiver, alors que les autres zones habitées sont dans une ouverture nette du vallon proche de la confluence avec le riou du vallon de Mary.
Actualité : L'esthétique du hameau va s'améliorer très rapidement. D'importants travaux d'enfouissement de tous les réseaux sont terminés comme le goudron et l'assainissement collectif associatif de tous ses habitants. La seule finition attendue pour mettre un terme aux cinq ans de travaux collectifs qui ont été nécessaires, concerne la dépose des poteaux et liaisons aériennes devenus inutiles.
La genèse succincte du projet : Vers 2008 avec la loi prévoyant les contrôles réguliers des assainissements non-collectifs, une enquête dressant un état des lieux territoriale a été réalisée et un service associé SPANC créé. Ce rapport classait chaque habitat dans deux catégories bien distinctes d'assainissement individuels et collectifs. Dans celui-ci tout le hameau avait été classé "habitat-dispersé" donc "assainissement-individuels". Les habitants ont alors réagi en envoyant collectivement un courrier signalant les difficultés quasi insurmontables que créaient les travaux correspondants. L'agence de l'eau, autorité compétente, a alors répondu par une incitation financière (subvention de réalisation) en suggérant un peu une entente collective d'habitants et la réflexion sur un projet associatif inédit.

### Maljasset
Depuis 2006 la circulation dans le hameau est interdite. Un parking d'environ cent places est disponible 300 m avant. Le hameau Maljasset est un des principaux départs de ballade. Il comporte trois lieux d'hébergement et de restauration actifs, dont un du CAF.

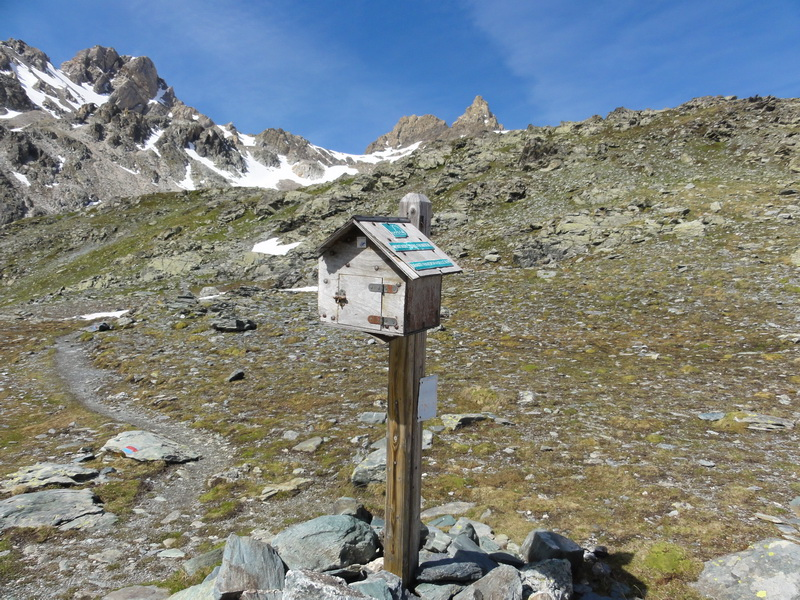
Boite à lettre internationale au Col de Mary France/Italie, réminiscence des nombreux travailleurs piémontais XIX travaillant à la carrière. Bénévolement, elle est toujours relevée. Elle est la plus haute boite de l'Europe.

### l’Isus, La-Rua, Combremont
À partir de Maljasset, la voie carrossable actuelle, d'accès à Combremont fut réalisée au XIXe siècle pour le transport des blocs de marbre vert de Maurin.
À partir de Maljasset, avant l'exploitation de la carrière, le cheminement amont principal était ce chemin assez rectiligne, à pente régulière et douce qui monte vers le fond de la vallée, de largeur muletière bordé de murets nets, traversant en diagonale l'une des plus intéressantes zones de prés et terrains agricoles du vallon, bien exposés, ponctués de clapiers. Il passe au-dessus de l'église (80 m). Il est maintenant utilisé principalement par les randonneurs pour l'accès vers la bifurcation qui monte à gauche (nord) vers le col Tronchet (passage vers Ceillac). Ce chemin accède donc à cette zone habitée haute par le hameau de l'Isus et rectilignement se prolonge vers Combremont. Ce tronçon traversant l'habitat s’appelle « La Rua ». Là, la moitié des maisons ont soit disparu, soit sont en ruine (il y en avait environ 15) (on ne s'en rend plus vraiment compte, sur 400 m des maisons étaient alignées autour de ce chemin principal). Une très ancienne carte postale permet de le constater.
Les habitants racontent qu'il y avait un dernier hameau à 1 000 m plus loin en montant, Saint-Bernard, qui aurait été détruit par un glissement de terrain (la carte de Cassini en porte mention).

### Saint-Antoine
Le hameau est encaissé par la proximité des cimes et des barres rocheuses, à l'ubac celles du "Nid-d'Aigle" et de la "combe de l'Ours". À l'adroit, l'évasement du cône de déjection du riou (bas du vallon du "Grand-Caire") comporte quelques prés. Sur la carte de Cassini d'environ 1750, comme sur la première carte d'état-Major environ 1850, le hameau n'était pas désigné Saint-Antoine. Sur celle de Cassini trois hameaux sont symbolisés, rive gauche, il y en a deux La-Ruade-Penedebir (hameau actuel) et en amont Pie (hameau totalement disparu), enfin rive droite Marous, là où se trouve actuellement une seule "meyre", celle de Mouras (ce dernier toponyme est très clair, lié à la désignation du museau bovin) désignant l'épaulement rocheux arrondi (érosion glaciaire qui n'a pas d'arbre), avec une roche très dure et solide (école d'escalade avec équipement d'encrage côté Ubaye).

### Hameaux disparus ou presque
Description dans l'ordre de l'aval vers l'amont :

#### Pie (entre Marrous et Saint-Antoine)
Sur la carte de Cassini (fin XVII) le symbole d'un hameau rive droite est sans équivoque. Sur la carte de Bourcet de 1754 beaucoup plus précise, il reste une seule maison signalée à cette date, des champs sont très bien dessinés (quasi inexistants aujourd'hui) et un pont important est porté juste en face pour rejoindre la voie de la rive gauche de Marrous. L'abbé Signoret dans sa description du cheminement du marbre site se toponyme qu'il orthographie "Pies". Sur la carte de Darçon de 1780 les champs sont présents, le pont a été dessiné puis effacé. Sur la première carte d'E-Mj., vers 1850 plus rien sauf un grand pré en aval. On peut estimer à environ 550 m la distance au Pont-Vouté.

#### Marrous
Sur les cartes du XVIII de Bourcet et d'Arçon, il y a quatre maisons. Fin XX, il ne restait qu'une seule très grande maison à deux niveaux. L'emplacement, la base, des trois autres était quasi totalement invisible. Probablement dû à de très gros travaux antérieur de nivellement. La maison s'est régulièrement dégradée et s'est revendue maintes fois. D'énormes travaux ont commencé en 2015 ; la charpente a été retirée pour préparer une rénovation et seul le pan de mur nord a été conservé. Les murs sont tombés à la suite de la dépose de la toiture et ont ensuite été remontés à l'identique à partir du 1er niveau sur leurs fondations existantes. Une autorisation de réfection de la toiture a été délivrée en novembre 2013.

#### Les-Isus ou St Roch (entre Maljasset et Combrémont)
Les anciens prononçant souvent toutes les lettres du français disaient l'Issuss ou les Issuss qui est dérivé du mot français issue. C'est le croisement principal de tout le vallon, jonction approximative, en tous les cas visuelle du vallon de Marie (Val Maira et Vareta), du col Girardin, du Longet et de l'aval.

#### Granges de Parrouart
- La dénomination du titre est celle de la carte de 1754 de Bourcet, le lac fait environ 5 ha. Le hameau qui est à cent mètres en retrait du lac, comporte cinq grosses bâtisses, sur la rive gauche de la confluence du Clausis, entourées d'environ 20 ha de prés bien dessinés occupant quasiment tout le cône de confluence du riou de Parrouart (à cette époque dénommé riou et vallon de Clausis, aujourd'hui tout engravé). Le topographe indique clairement des granges et pas des maisons habitées à l'année.
- Sur la carte de Cassini, c'est curieux, il y a là trois symboles de hameaux. Le toponyme est peu lisible sur la numérisation de géoportail et semblerait être "Cabanon" ; une meilleure précision pourrait éclaircir l'inscription.
- Sur la carte d'Et.-Mj 1850, il n'y a plus de toponyme et il ne reste que cinq hectares de champs avec une seule bâtisse.

#### Granges du Gas
- Le toponyme du titre est celui de la carte de Bourcet. Une seule bâtisse est entourée complètement de murets, suffisamment hauts pour qu'ils soient très bien dessinés (ressemblent aux bâtisses défensives sur cette carte, l'Oronaye et Vallonnet). Elle n'y est entourée que de prés.
- Sur la carte d'Et-Mj, le toponyme est Ga, sans "s" et il y a deux bâtisses, avec 14 ha de champs. Sur les prés en amont, il y a en aussi deux bâtisses.
- Sur la carte de Cassini aucune bâtisse ni toponyme.

## Agriculture

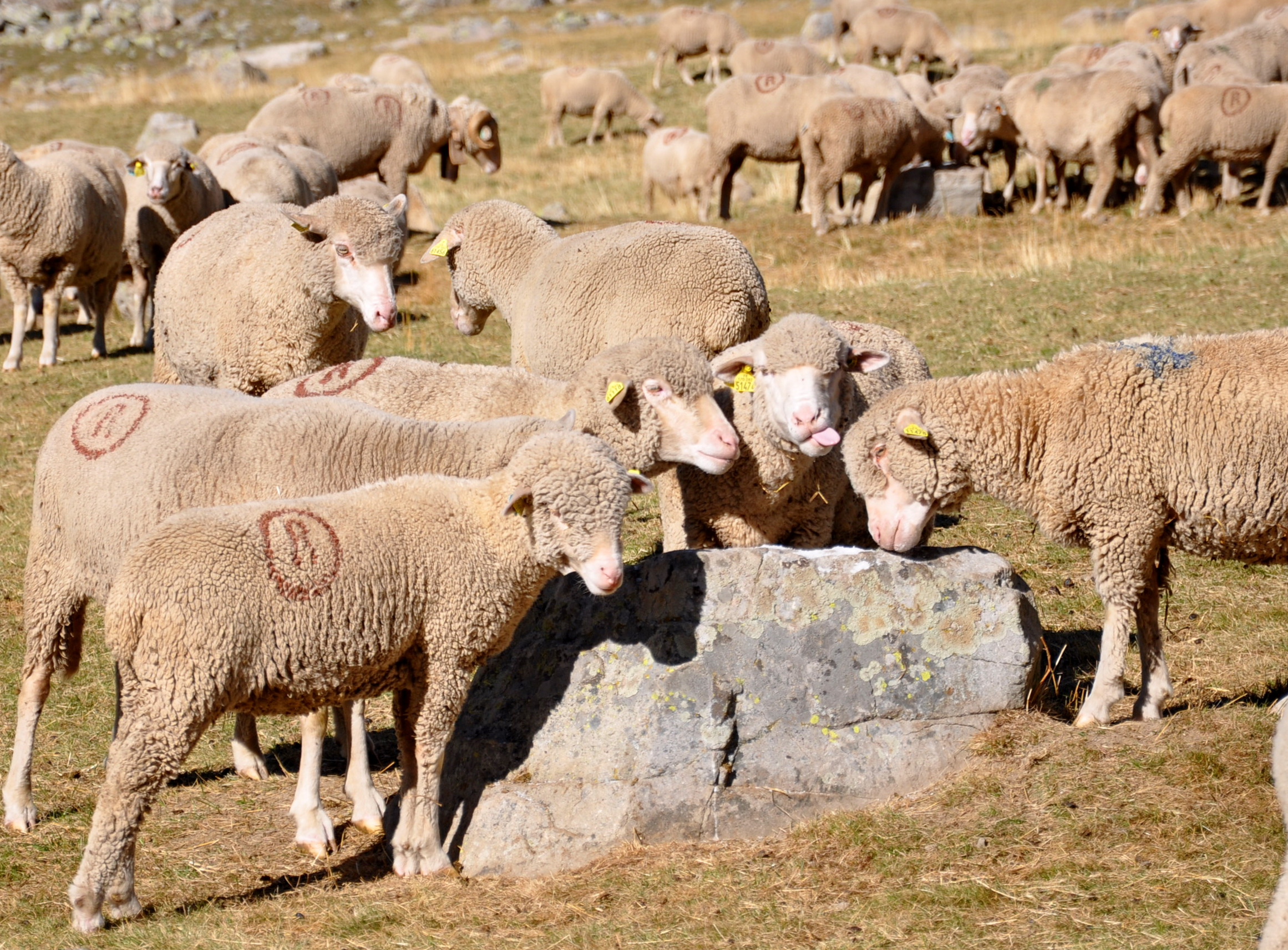
Des moutons dans le vallon de Maurin.

- Culture du blé et du seigle et autrefois dans la vallée, du « raganiou », sorte de froment ; méteil, orge, lentilles, ers et « pesotte ». Le seigle de Maurin était moulu autrefois au moulin de la Barge, et le pain était fabriqué à La Condamine en trois fournées, puis rentré dans des placards. En 1935, à Saint-Paul-sur-Ubaye et sans doute à Maurin, usage de la charrue, de la bêche, de la faucille et de « trousses » pour rentrer le foin. Mais aussi, pommes de terre, luzerne, sainfoin, et pas de légumes, à cause du gel.
- Pâturages sur le Col de Vars ou au Chambeyron et voie de passage de nombreux troupeaux de moutons ; autrefois, au XVIIIe siècle, jusqu'à 12 000, en transhumance. En 1935, seulement 7 000.

## Peuplement et démographie
Au XVIIIe siècle on recense 280 personnes dans cinquante-huit maisons. Elles ne sont plus que 98 en 1931.
 En 1979, on compte une dizaine d'habitants à Maurin, trois à La Barge, six à Malajasset.

## Habitations
Les maisons étaient autrefois petites, recouvertes de lauzes ou de chaume, et de neige en hiver, et très enfoncées dans le sol. Faute de bois, donc de feu de cheminée, l'hiver, on se réfugiait dans les « écuries », c'est-à-dire les étables et les granges. D'où de nombreuses maladies signalées, liées au froid, comme les rhumatismes, les rhumes, les fluxions de poitrine. La tradition des veillées a survécu très longtemps. On y racontait des contes, avec des êtres imaginaires fantastiques, propres à la Vallée, comme les « maïsses. » Les seuls dangers étaient les éboulements de terrain, les avalanches telle la « gleize » de 1531, les inondations... L'auberge, autrefois nommée « Maurin du Milieu » et le maître d'école, que rémunérait un legs généreux, se trouvaient à Maljasset.

## Commerce

### Les troupeaux
Le comte de Savoie avait permis, dès le XIVe siècle et le rattachement de Barcelonnette et de Nice à la Savoie, aux habitants et bergers de la Vallée, de circuler avec leurs troupeaux de moutons en transhumance dans toute la Provence, sans payer aucun droit de passage ou de péage : à Maurin il y avait jusqu'à 12 000 moutons au XVIIIe siècle. Les habitants regarnissaient leurs troupeaux en été et les revendaient en octobre.

### Le colportage
Les colporteurs passaient la frontière pour faire du commerce saisonnier dans le Piémont et en Italie. Les maisons isolées, avant 1860, regorgeaient de linge et de meubles luxueux grâce au commerce et colportage de laine et draps appelés « cadis » et « cordillas » de manufactures à domicile, de la laine des moutons mérinos qui avaient remplacé le mouton « ravate » à laine grossière.Louis XIV en rattachant Barcelonnette à la Provence, avait ensuite exempté la vallée de tous droits concernant le commerce.
Plus tard, cette entreprise de filage de draps à domicile et de colportage, prospère au début du XIXe siècle périclita à partir de 1860, et les habitants de Maurin comme ceux de Fouillouse et des cantons de Saint-Paul-sur-Ubaye s'expatrièrent au Mexique pour en faire du commerce, tandis que se développait encore l'exploitation de la carrière de marbre «Verde Maurin », jadis inexploitée, et devenue célèbre du début du XIXe siècle.

## Risques naturels

### Crues
Tous les ans on évoque le besoin de protéger le hameau de Maljasset des crues par une digue et de renforcer celle qui existe. Les services de l'État (RTM et Agence de l'eau) ont fait maints et maints rapports sur ce sujet. Une enquête publique a eu lieu en 2016. Ce qui rend l'endroit vraiment délicat de ce point de vue, c'est l'élan pris par l'eau aux pointes de débits à cause du rocher du Passour projetant la rivière fortement sur cette rive droite.

### Éboulements rocheux
Quelques zones sont plus exposées que d'autres. Pour ce qui est des menaces sur l'habitat et voies principales :
1. Maljasset et sa partie amont, jusqu'à la maison avant l'église sont régulièrement touchés, mais le plus régulièrement ce sont des pierres de tailles raisonnables et heureusement isolées, arrivant une par une et pas d'avalanche de nombreuses pierres. Il y a d'ailleurs un panneau d'interdiction de s'arrêter et de se garer sur les 200 m en amont. Des travaux importants ont stabilisé les rochers les plus instables surplombant le village, grâce à environ vingt tirants métalliques d'environ 5 m et d'un diamètre d'environ 30 mm qui ont été enfoncés verticalement dans le sol avec un forage préalable.
2. Une autre zone est réputée pour cela, c'est la sortie amont de Combrémont.

### Glissement de terrain
Nous avons peu d'informations, mais une avalanche de roche serait à l'origine de la disparition du hameau de "Saint-Bernard".[réf. nécessaire]

### Avalanches
En 2014 une avalanche de printemps de neige très lourde est passée au ras de l'église. Elle a d'ailleurs couché et cassé les trois grandes croix juste en aval de l'église. Elle s'est arrêtée à environ 30 m en contrebas de la route.

## Géologie

### Généralités
(Il manque une présentation générale)

### Des mines: de fer, d'argent et d'or
Pellissier rapporte que selon les «auteurs anciens, Posidonius, Strabon, Aristote, les commerçants de l'Orient, par exemple les Phéniciens, visitaient les Alpes, les Cévennes, etc., où ils trouvaient, à fleur de terre, de l'or, de l'argent et d'abondantes mines de fer». Il y avait, à Maurin au Ve siècle, deux mines, appelées « fusines », l'une de fer située sur le site de la carrière de marbre (vis-à-vis l'église), l'autre d'argent, à côté de la première. On trouvait autrefois au « Rocher de la Chabrière », des paillettes d'or, entraînées par l'eau d'une dans une fontaine, ce qui a fait dire qu'à Maurin on trouvait une mine d'or, dont des échantillons furent ramenés à Lyon, pour en faire une croix d'or.Ce même rocher produisait aussi le fer. Cassini situait une de ces mines à Fouillouse. Les habitants prirent la réputation d'avoir beaucoup exagéré la valeur de leur mine d'or.

### Du marbre vert des Alpes

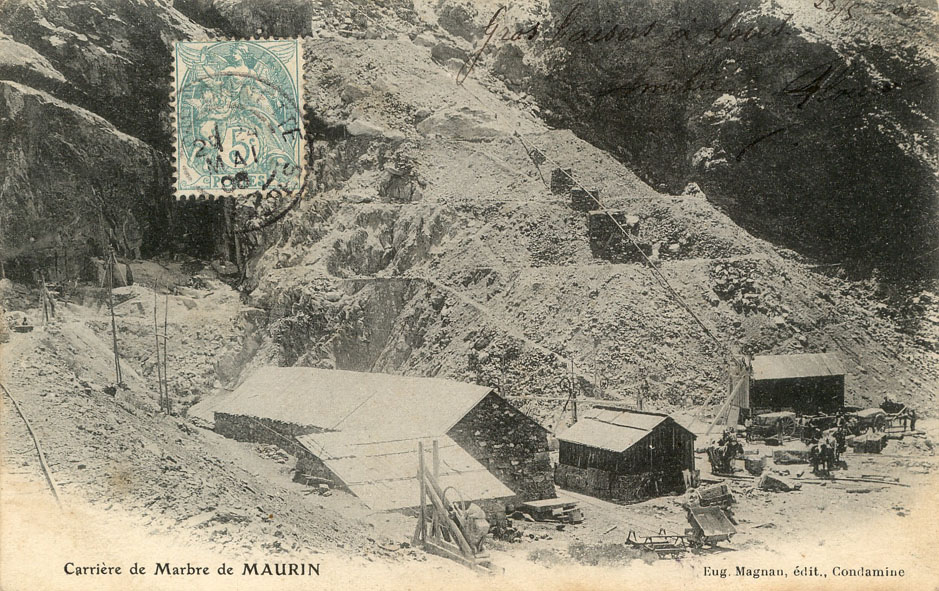
Carrière de marbre.

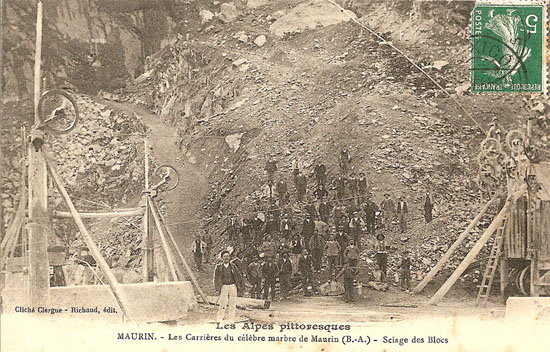
Sciage de blocs.

On y trouve du marbre vert, en fait une carrière de serpentinite, à structure maillée, d'un vert très foncé et très brillant, avec de petits cristaux de lizardite, admirable lorsqu'il est poli : Il y avait deux carrières de marbre vert, l'une à La Blave, située en rive gauche de l'Ubaye, à 4,5 km en amont du village de Combe-Brémond, et formée de deux carrières et l'autre, celle dite du Marbre "de Maurin" ou Vert Maurin, très utilisée au XIXe siècle, ayant subi des reprises d'exploitation dans les années 1950, mais actuellement abandonnée, et celle du ravin de l'Alpe, à 1 km au S-E de Combe-Brémond. Des roches de même nature sont également exploitées sur le versant italien, à Acceglio (Verde Acceglio), où elles servent principalement à la fabrication d'un « marbre brèche » reconstitué à partir de débris rocheux.

### Les lauzes
Les toits des maisons, petites et basses, étaient traditionnellement recouverts de chaume ou lauzes, tirées de gisements variés « fournies par les calcschistes briançonnais de la formation des marbres en plaquettes (La Barge, Maljasset) et ceux, piémontais, des schistes lustrés (Combe-Brémond surtout), plus rarement (Vallon de Mary et de Chillol) par les schistes siliceux du Permien (andésites et volcanodétritiques associés)».

### La dolomie
Le territoire comprend la faille Ceillac-Chiappera. Les roches de la montagne appartiennent au groupe Trias dolomitique calcaire.

## Végétation
Autrefois étudiée par les botanistes français Charles Henri Marie Flahault et l'abbé Hippolyte Coste, en 1897, lors d'une session extraordinaire de la Société botanique de France à Barcelonnette en 1897, la flore de l'Ubaye est aujourd'hui inventoriée par l'INPN (Inventaire National du Patrimoine Naturel), pour le site de Saint-Paul-sur-Ubaye et SBCO (Société de Botanique du Centre-Ouest) en 2008.

### Les arbres de la forêt
L'altitude ne permet le plus souvent que la croissance du mélèze (les appellations locales, entre parenthèses, sont celles qui ont été répertoriées en 1920) :
- bouleaux (Bés),
- mélèzes (Meàrze ou Mèlze),
- sorbiers (Sorbier des oiseleurs Pruinàr),
- aulnes (Betula puhescens Veàrt),
- sycomores (érable Plài),
- Saules (Agours),
- trembles (Peuplier tremble Aoubra).
- Ormes : vers le pied de la Blachière, il y avait un site que l'on nommait "l'arbre inconnu". Il y avait jusque dans les années 1990 un très gros orme qui avait résisté, là, alors qu'il n'y en avait plus ailleurs. Certains toponymes de parcelles évoquent leur présence en nombre.

### Flore alpine

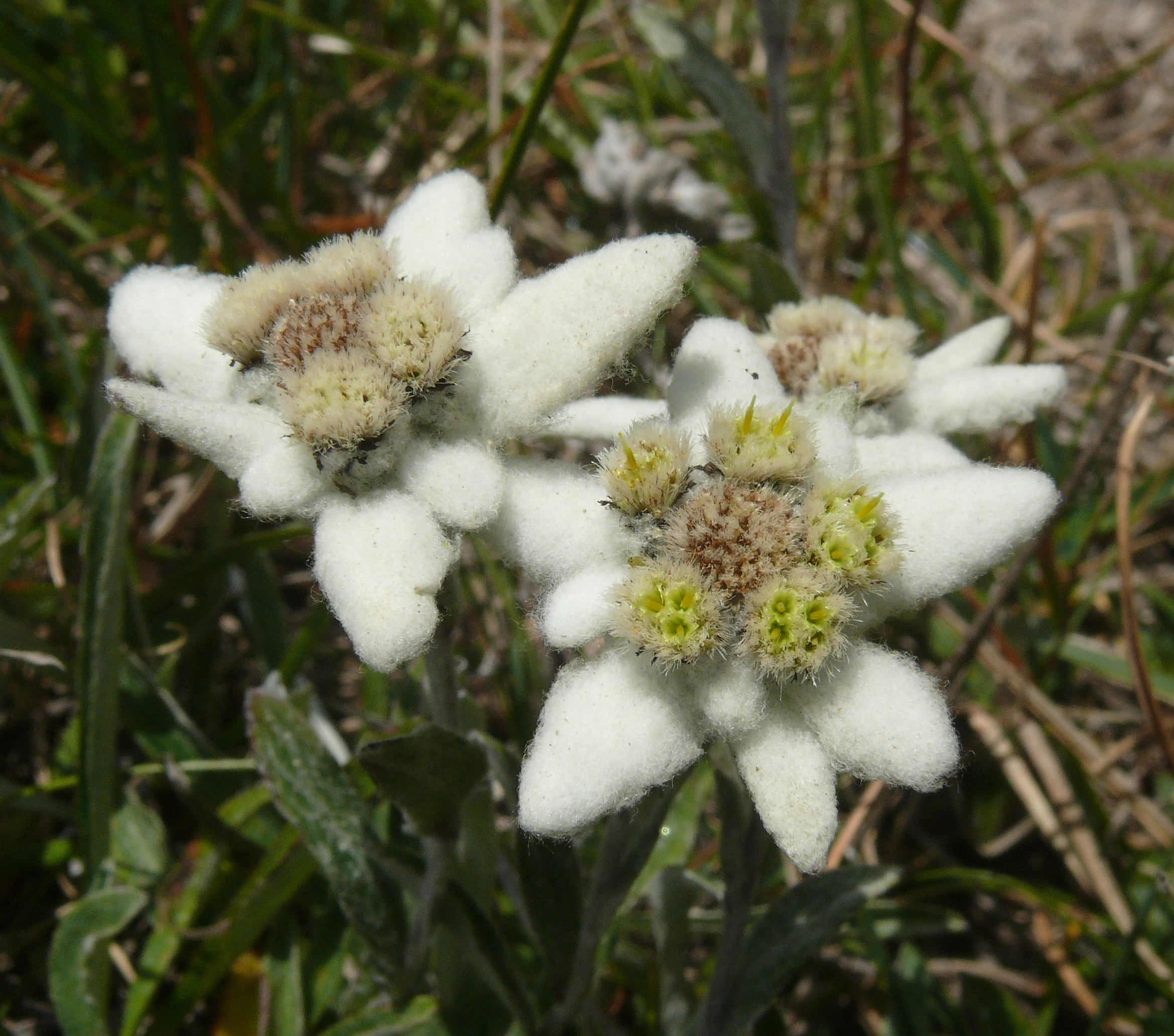
« On ne peut rien voir de plus beau que la montagne de Vars pendant les mois de juillet et d'août; une infinité de petits ruisseaux, dont l'eau est transparente comme du cristal, y entretiennent la verdure la plus fraîche émaillée de fleurs de toute espèce ; il semble que le printemps se soit réfugié sur cette montagne pendant les chaleurs de la canicule. » Nicolas de Catinat

Dans son rapport, Flahault notait en 1897 aux environs du village de Maurin, avant le col du Longet et la cabane du Gâ, la présence de :
- Berberis vulgaris
- Rahmnus pumila
- Alyssum alpestre
- Viola pinnata
- Silene acaulis
- Arenaria lancelolata
- Anthamanta cremensis
- Berardia subcaulis
- Leontopodium alpinum
- Potentilla caulescens
- Saxifraga bryoides
- Primula marginata
- Hieracium auricula et tomentosum
- Koehlaria valesiaca
- Chameorchis alpina
- Odontites lanceolata
- Phyteuma betonicaefoium

[etc.]

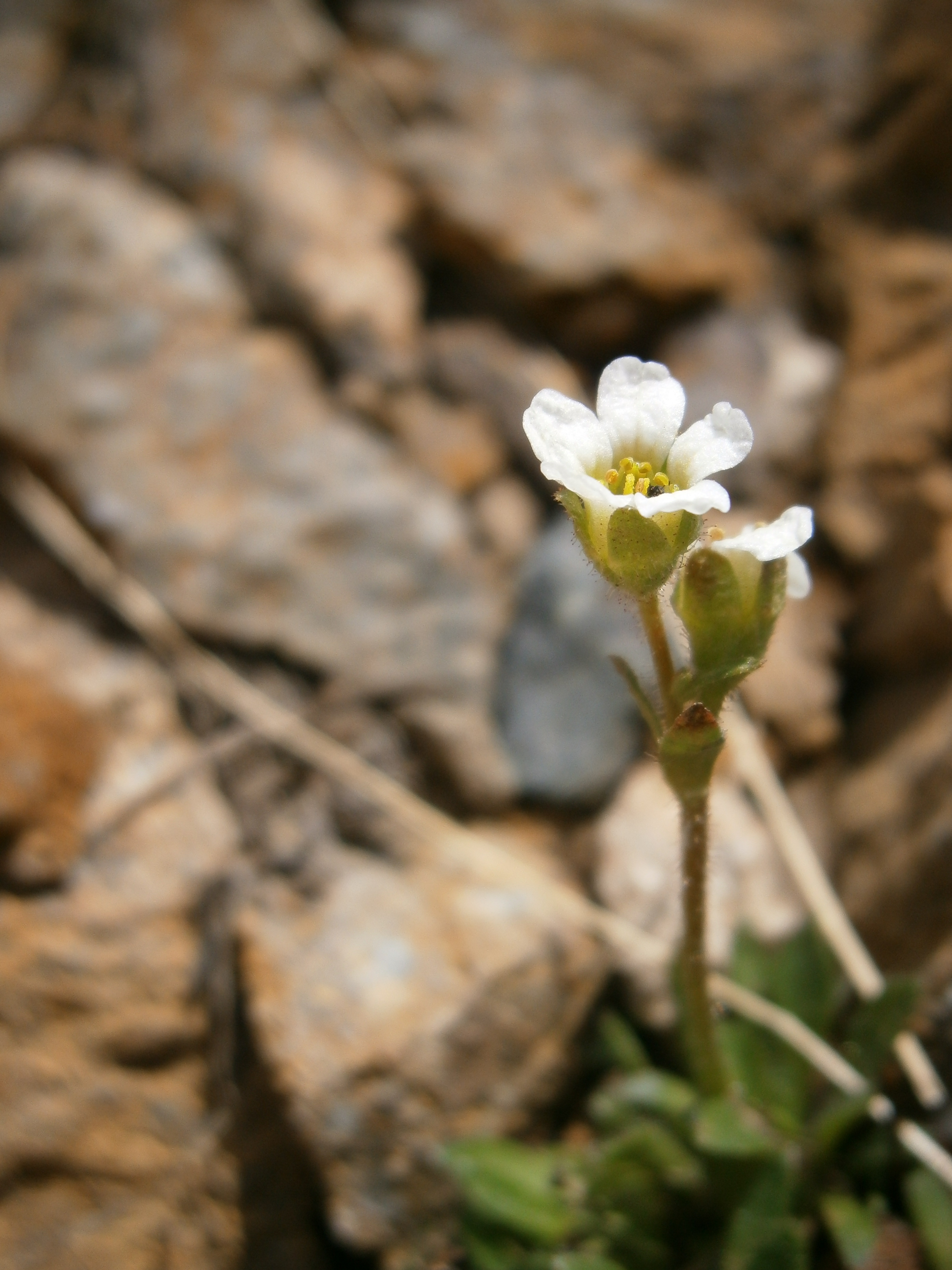
Saxifraga androsacea
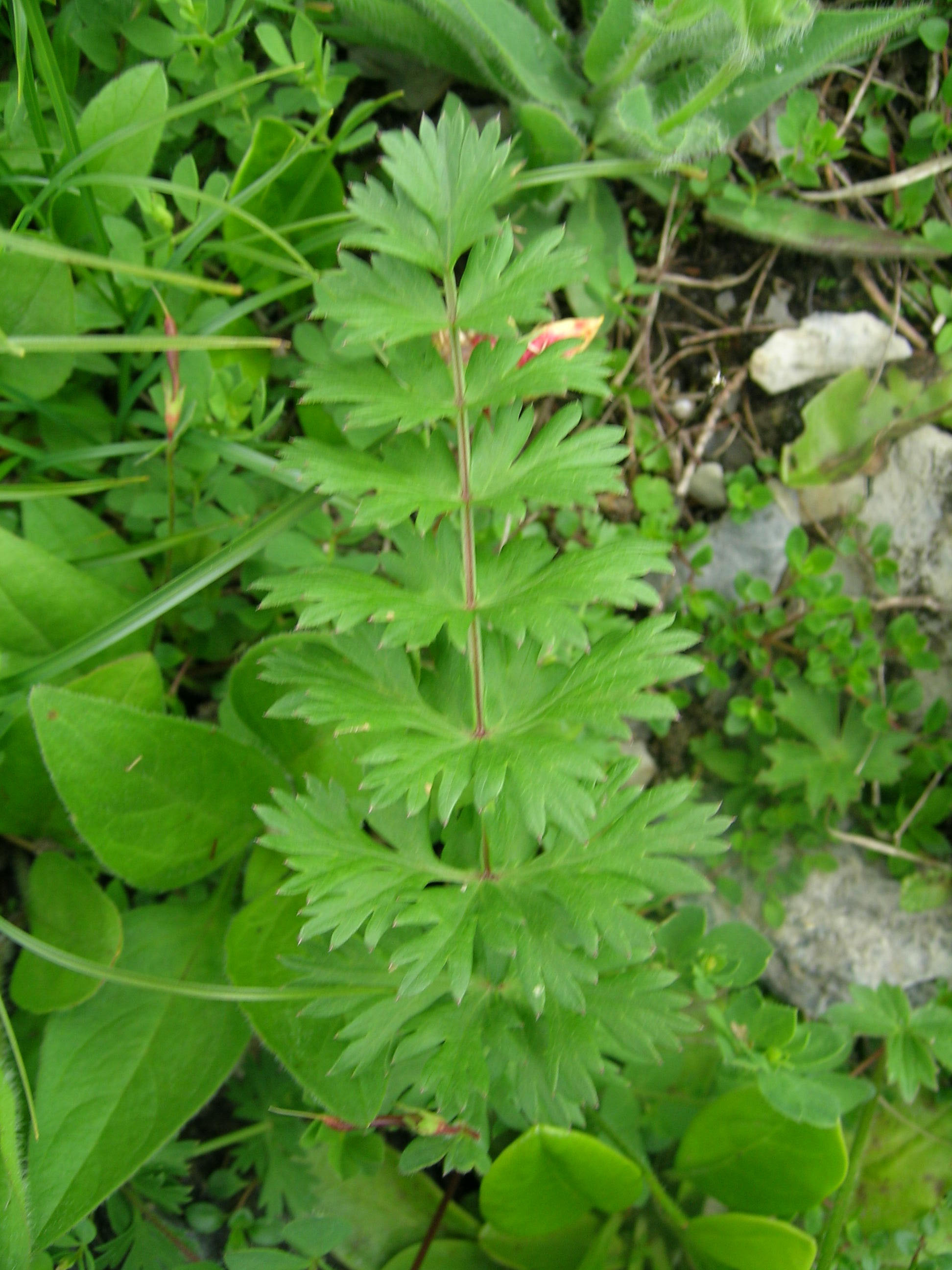
Libanotis des Montagnes , Seseli libanotis
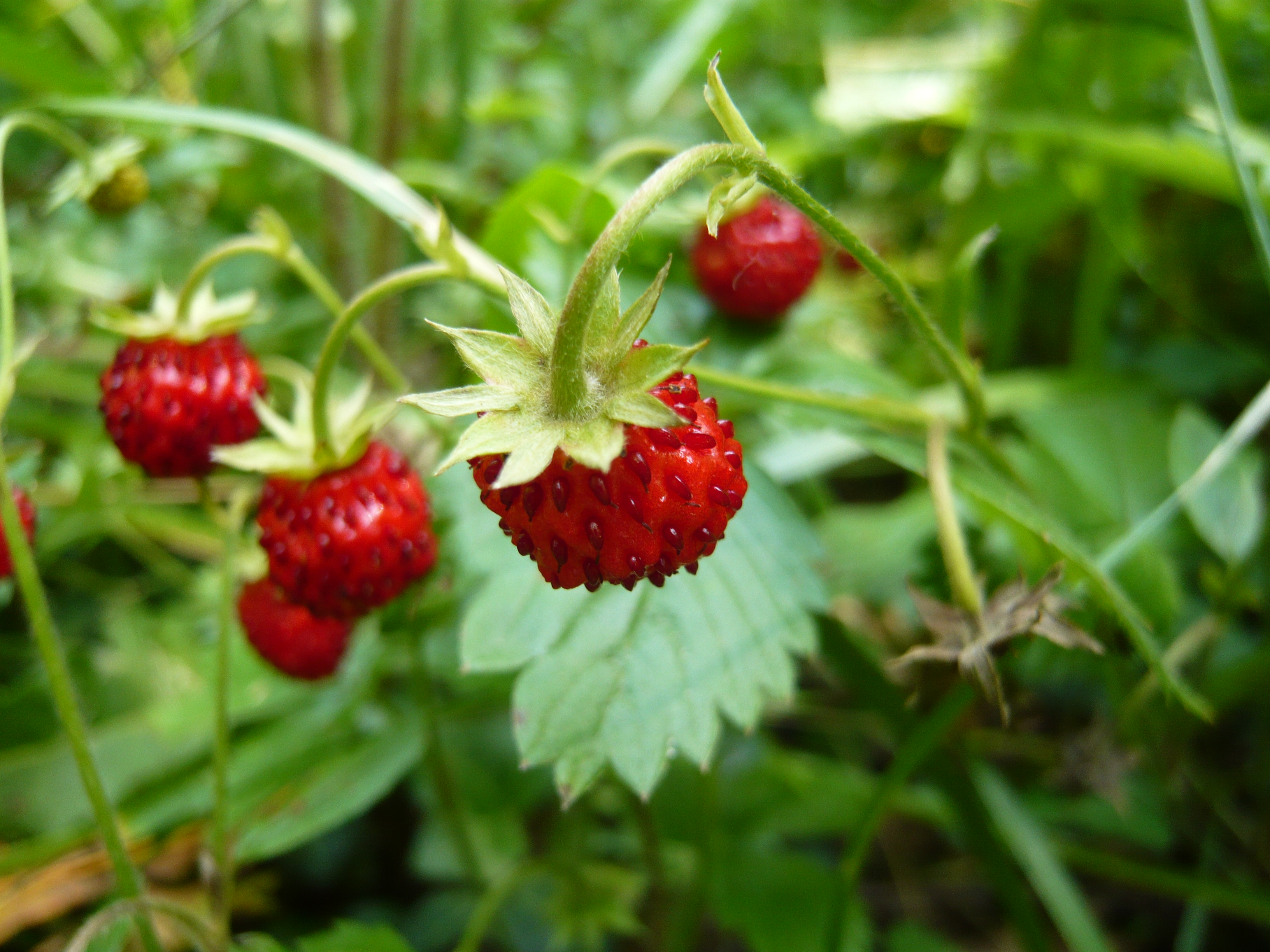
Fraise des bois
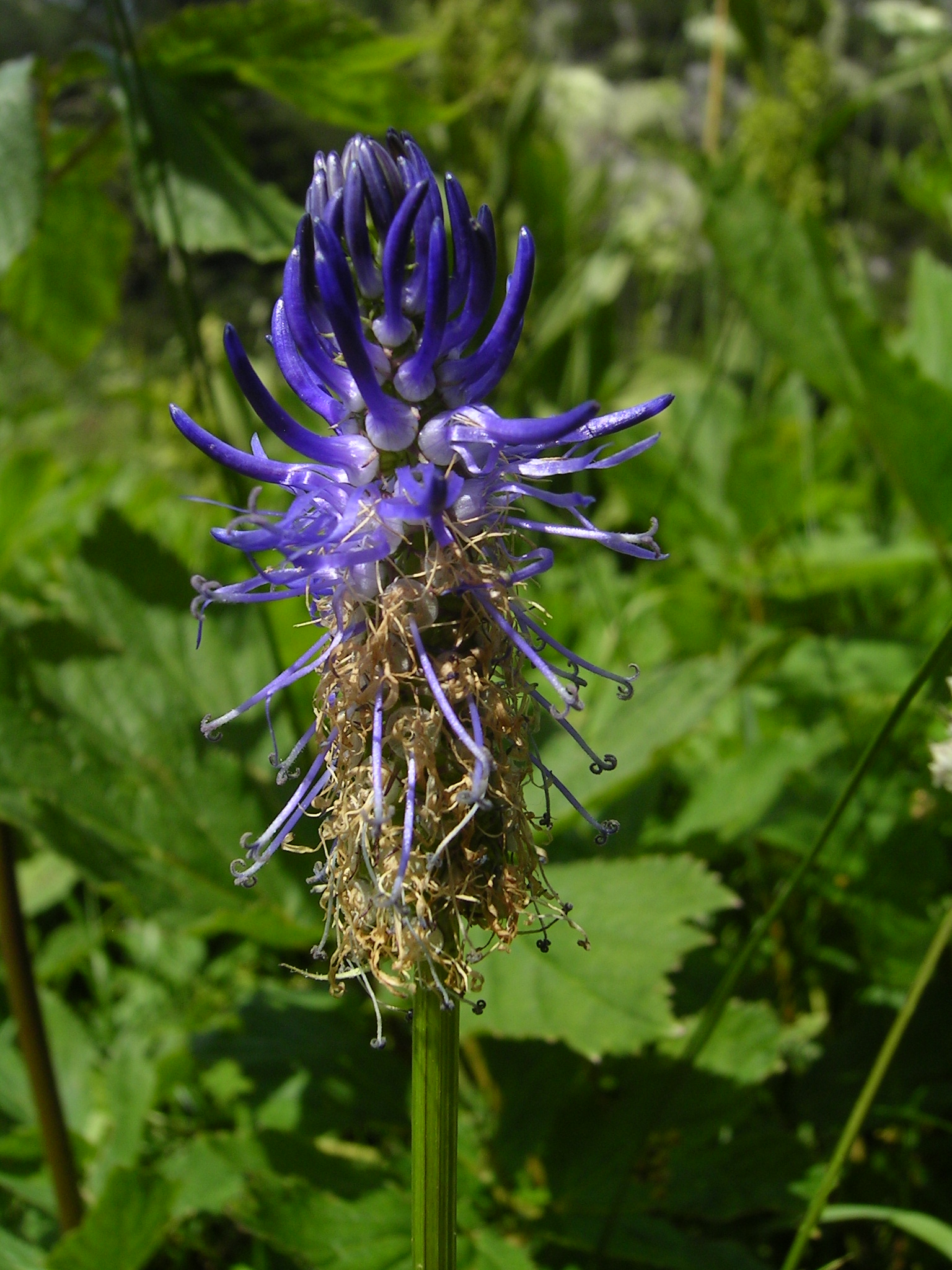
Raiponce à feuilles de bétoine, Phyteuma betonicifolium, près du col du Longet
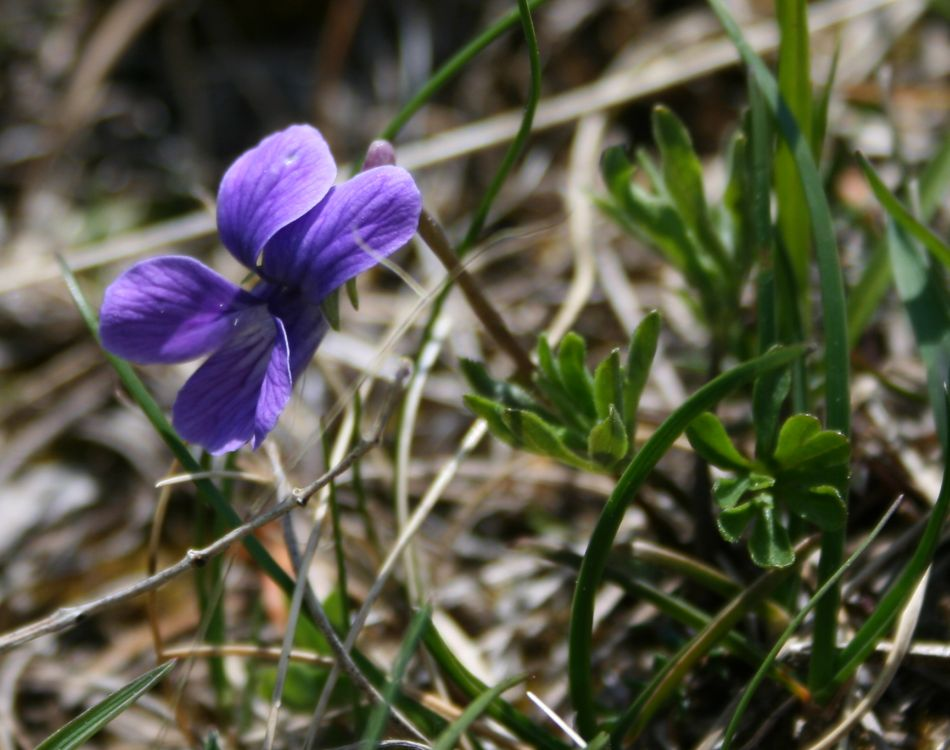
Viola pinnata, violette à feuilles pennées, observée au lac de Paroir

## Faune

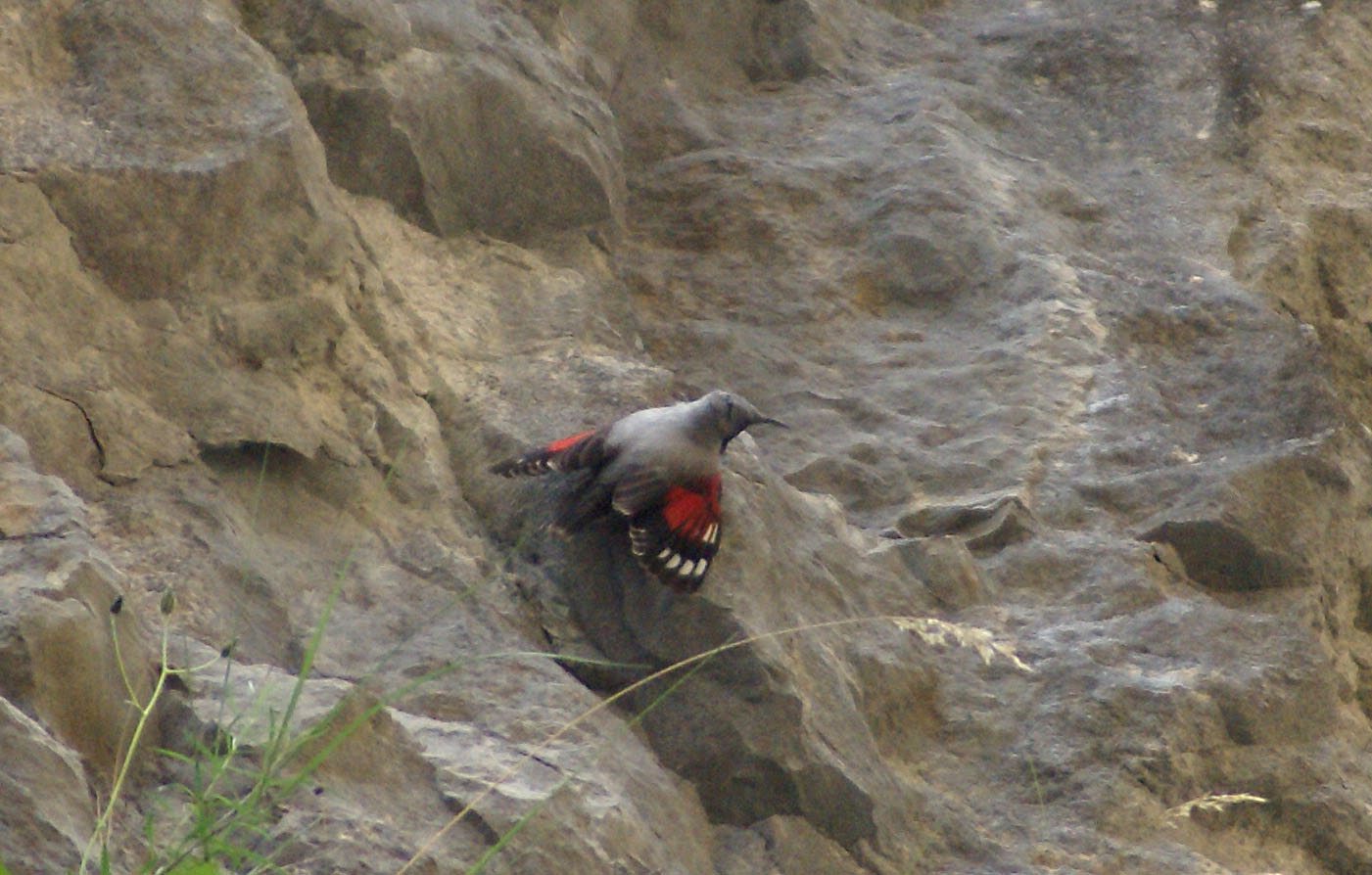
Tichodrome échelette

- Le loup
- Le bouquetin
- Le chamois
- Le tichodrome échelette[19]

## Géographie
Le village est proche du Piémont, et des villages de Ceillac et Saint-Véran dans le Queyras.

### Les Cols
Au-dessus de Maurin, le col du Longet où la rivière Ubaye prend sa source, passant ensuite à Maurin. Au col de Maurin la rivière piémontaise Maira prend également sa source, pour devenir un affluent du Pô. Les autres cols environnants sont le Vallonnet, le col de Portiola, (autrefois col de Portiole ou rochers de Portiole) ; le col du Sautron (appelé autrefois col de Saulton) ; le col du Marinet ; le col du Roure (ou de Chabrières) ; le col de Mary (appelé autrefois col de Marie, et distinct du col de Maurin de quelques lieues) ; le col de Vars…

### Sommets

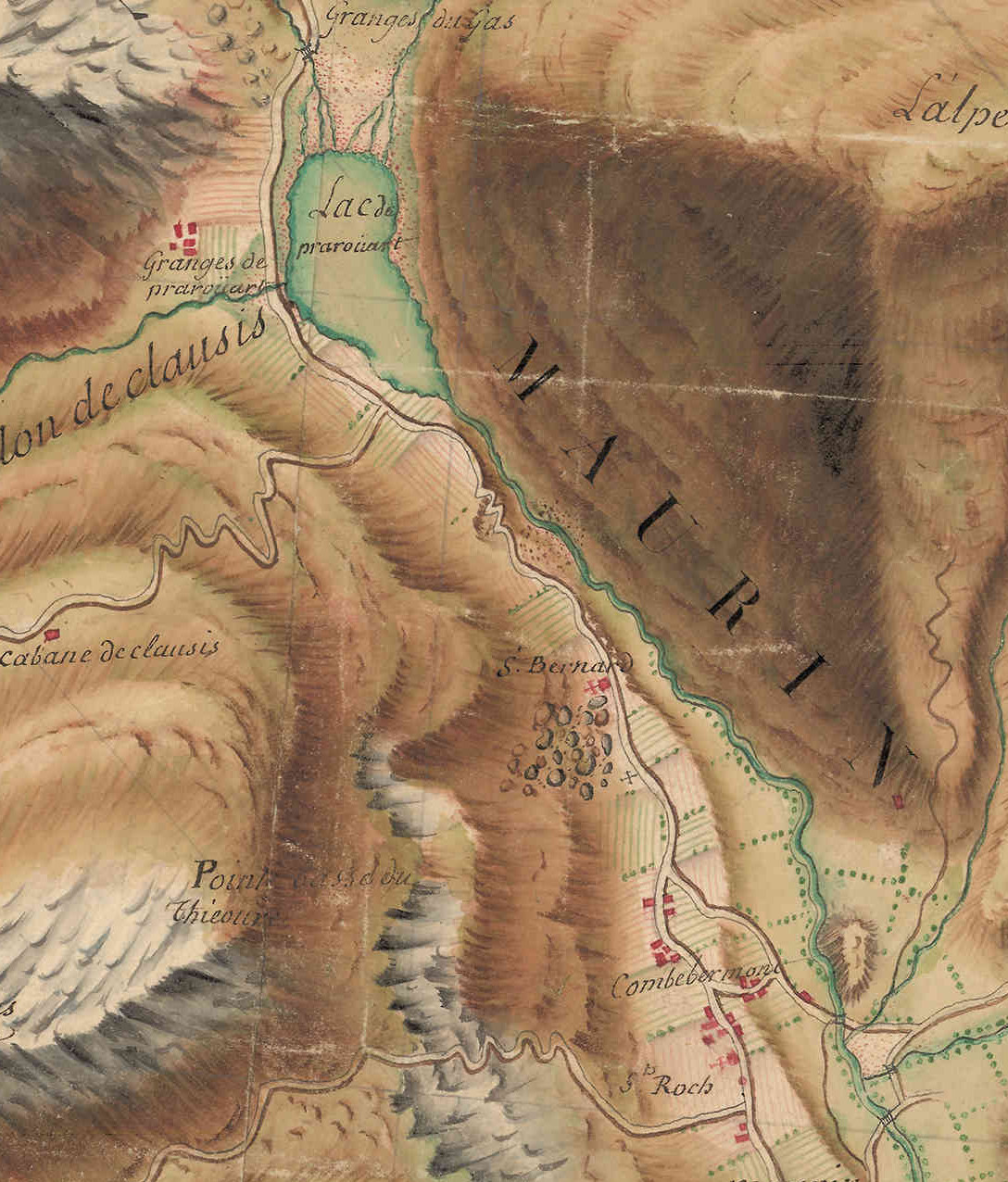
Premier tronçon amont tracé en 1754

### Cascades
On trouve au Vallon de Maurin huit cascades de glace : le Gros Rognon, Petit Cigare, Sainfoins, Vallon du Pont, Châtelet, Passour, Marinet, la Cabriette, et celle de Maurin même, la cascade de Méajour.

### Lacs
- Lac de Maurin
- Lacs de Roure
- Lac de Parouart (anc. Prarourart) comblé voici 70 ans[21].
- Lac du Longet
- Lacs de Marinet
- Lac des Neuf Couleurs
- Lac Noir
- Lac du Loup

Un pèlerinage local le 26 juillet se déroule depuis le XVIIIe siècle, de Maurin vers le lac Sainte-Anne, Ceillac dans le Queyras.

### Les chemins de randonnée par ordre de fréquentation

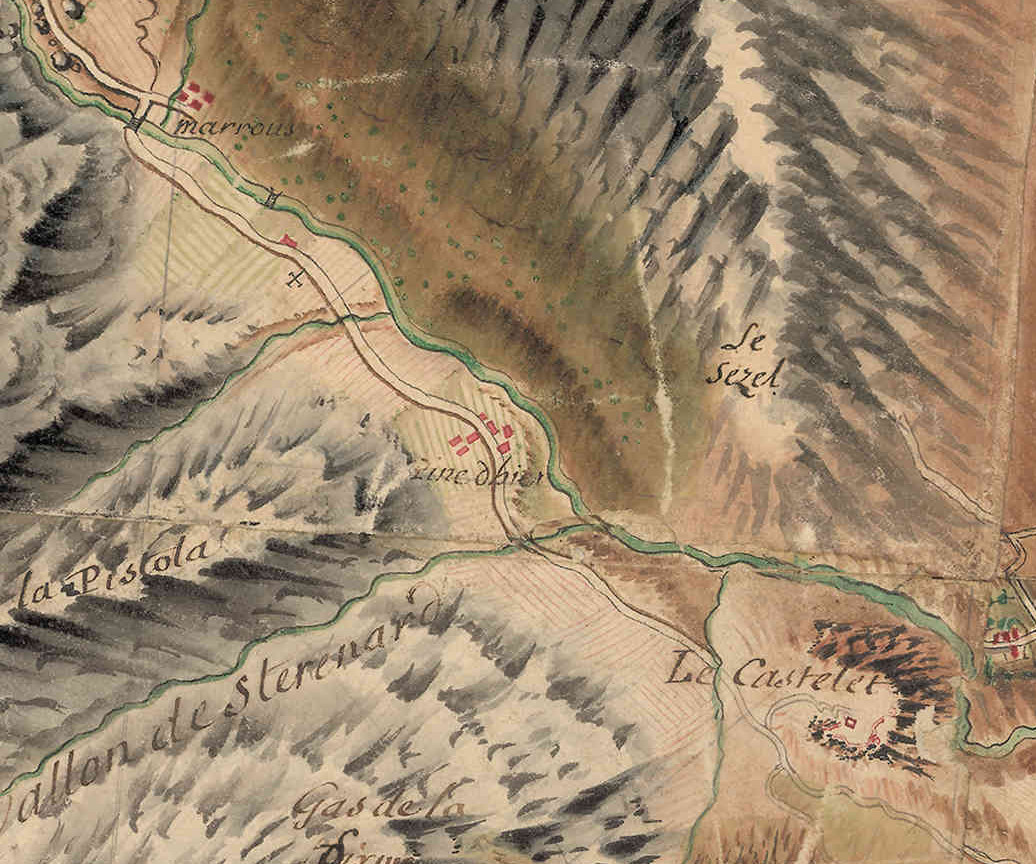
Entre le Châtelet et Marrous

1. Tour de la Font-Sancte : le pic Nord culminant à 3 385 m et le pic Sud à 3 371 mètres. Ils tirent leur nom de la Font Sancte, une source qui jaillit du rocher dans le vallon au pied des sommets, à 2 358 m d'altitude.
2. GR5 :...
3. Vallon de Mary :...
4. Via-Alpina :...

### Les voies d'escalade par ordre de fréquentation
1. La pierre-André:...

## Histoire

Le passage du Rhône des Alpes par Hannibal.

### Antiquité
La tribu gauloise décrite par Tite-Live, et dans l'Histoire des Gaules, de César, qui peuplait Maurin, était celle des Esubiens du fleuve Eusubien c'est-à-dire l'Ubaye (de Uba, rivière) : on a retrouvé à Maurin deux tombes gauloises, décrites par D.-J.-M. Henry en 1818, contenant des bracelets, attestant leur présence à Maurin.
Maurin serait un lieu de passage d'Hannibal lors de sa traversée des Alpes.
On trouve un """pont romain??""" et """"de nombreuses inscriptions romaines dans la vallée et à Maurin???"""".

### Le Haut Moyen Âge
Hérité des romains, le nom ancien de la Vallée est « pagus Moccense » ou « Muscius » du VIe au VIIe siècle jusqu'au XIVe siècle qui comprend toute la vallée de l'Ubaye. Plus tard le canton de Jausiers, Saint-Paul et Maurin, dénommé aussi « Rigomanense », sans doute Barcelonnette ou les environs d' Embrun; désigné aussi « Val-de-Monts », en particulier dans le « Testament d'Abbon »,. Plus tard la vallée se divisera en « Châteaux hauts » (Val-de-Monts, avec Jausiers, Saint-Paul-sur-Ubaye, Meyronnes, Larche) et « Châteaux bas » (Barcelonnette, Allos, Revel, Méolans...)

### Le Moyen Âge

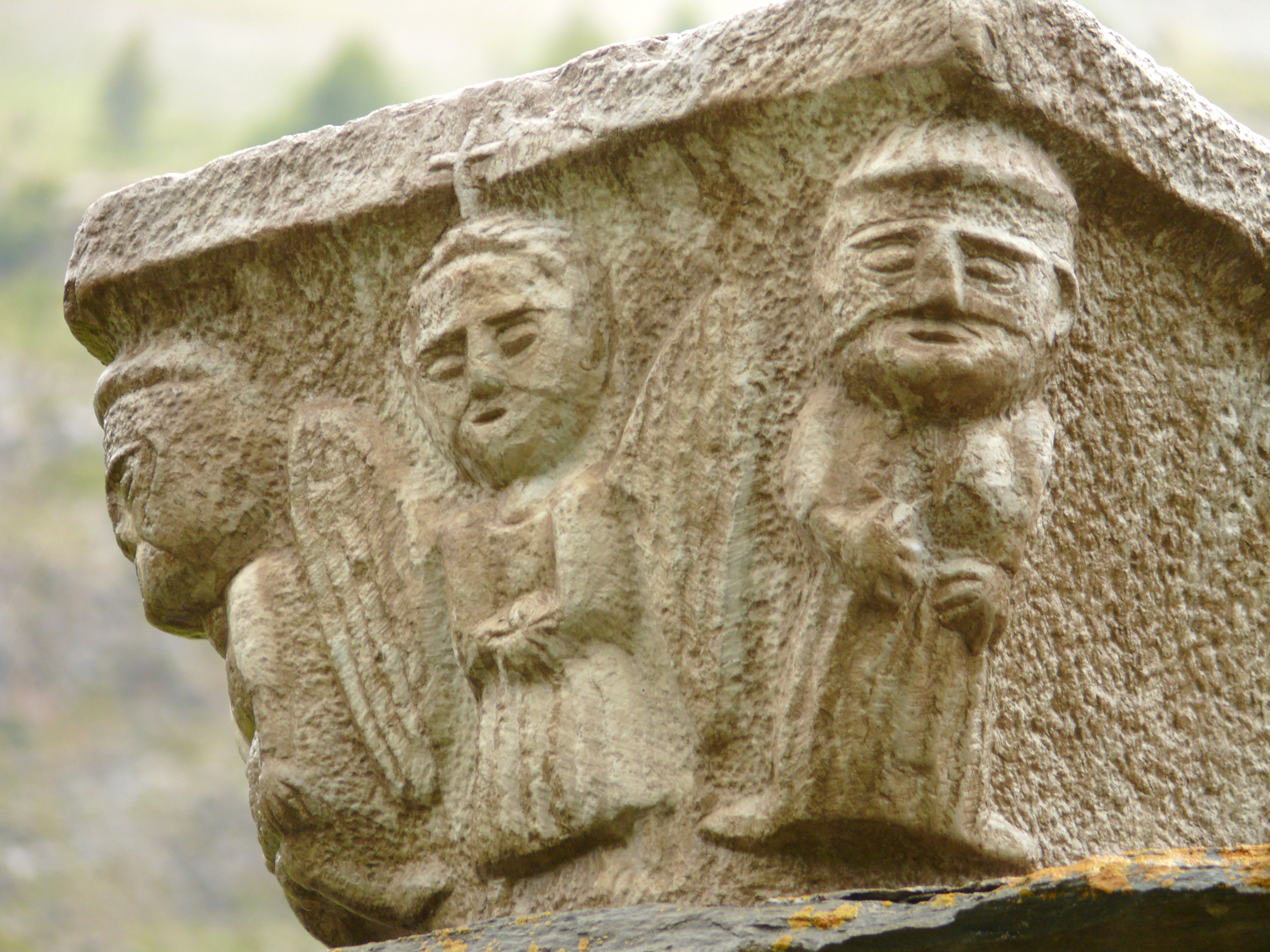
enclos de l'église de Maurin

Jean Siméonis, baile-juge d'Apt (1351), président de la chambre des comptes (1355), avocat et procureur du roi (1364), viguier-juge de Forcalquier (1372-73), noble, originaire de Saint-Paul-sur-Ubaye. Ce juriste embrassa une carrière militaire. En effet, lors de l'invasion des troupes de l'Archiprêtre, il aurait pris la tête, avec Guillaume de Barras, d'une troupe de fantassins et de cavaliers. Ainsi, le 29 octobre 1357, il vint renforcer la garnison de Sisteron. M.-Z. Isnard le signale, en 1358, comme seigneur de Maurin, de Saint-Paul-sur-Ubaye, de Tournoux et de Gleisoles. Les troupes placées à Maurin se reliaient à celles de la vallée du Guil par le col de Cristillan à Ceillac.
La hameau de Maurin constituait autrefois la frontière avec le Piémont auquel on accédait aussi par le Col de Larche. L'évêché était celui de Turin puis celui d'Embrun. Depuis la Dédition de Nice à la Savoie en 1388, Saint-Paul-sur-Ubaye dépend du Comte de Savoie, mais l'acte de reddition de Saint-Paul comprend une restriction, celle de leur rattachement éventuel au souverain de Nice si celui recouvrait ses droits.
La création de la paroisse de Maurin, indépendante de celle de Saint-Paul, fut obtenue par l'archevêque d'Embrun Jacques Gelu lors du Concile de Bâle (1431-1438).

### XVIIeetXVIIIesiècles

#### Les anciennes bornes
Le rattachement de la Vallée de l'Ubaye à la France est tardif avec le Traité d'Utrecht (1713) qui mettait fin à la Guerre de Succession d'Espagne. Nicolas de Catinat, maréchal de France, décrivit dans ses Mémoires (tome II), la région, ses cols et ses chemins avec enthousiasme : il fait allusion aux villages de « Maurin, Caubermont, Prarouard » en passant par « Castelet, Serennes et Pinardière » et le chemin qui passant par le col de Chabrières, descend à Bellino dans une des gorges de Châteaudauphin, et celui qui mène en trois heures, à Ceillac par le « col de la Doue », de le col de Maurin ou le col du Tronchet. Les bornes en pierre, posées dans les cols à la frontière du Piémont, selon des accords passés en exécution du Traité du 24 mars 1760 entre le roi de Sardaigne et le roi de France sont indiquées dans un document : la borne de pierre aux armoiries royales du col de Maurin était la « borne 14. ».

### XXesiècle
Le territoire de l'église est Z.P. (Zone Protégée) depuis le 19 avril 1943.

## Monuments

### Monuments religieux
Les saints patrons du vallon sont:
- Saint Roch (Isus-Combremond) c'est le saint-patron des pèlerins,
- Saint-Antoine-du-Désert à Maljasset,
- Notre-Dame-des-Neiges à La Barge, du nom de la chapelle correspondante.
- Il y a aussi mémoire de saint Flamain, saint local hélas inconnu qui était l'occasion d'une grande fête estivale.

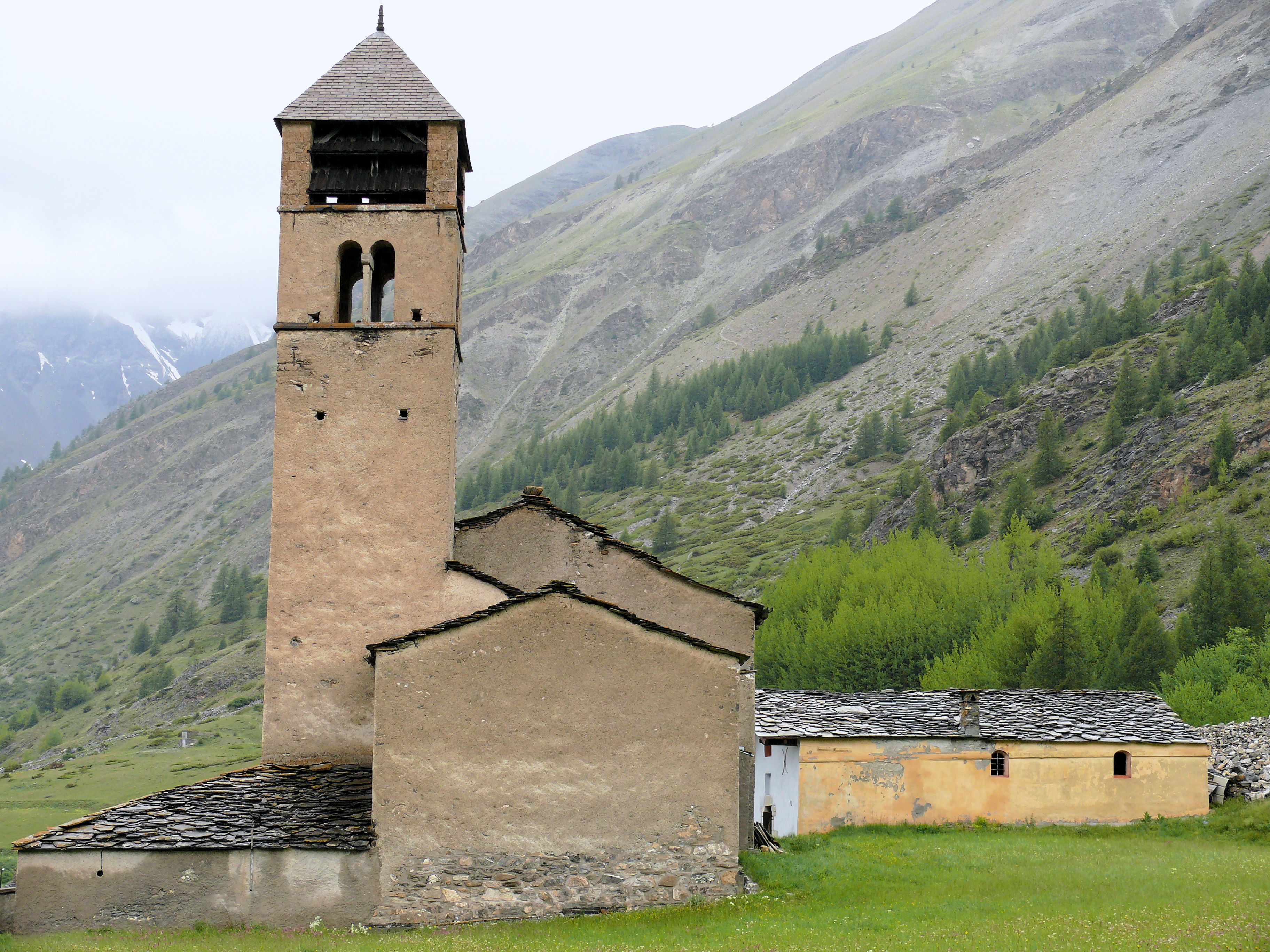
Vue de l'Est sur l'ensemble avec la chapelle.

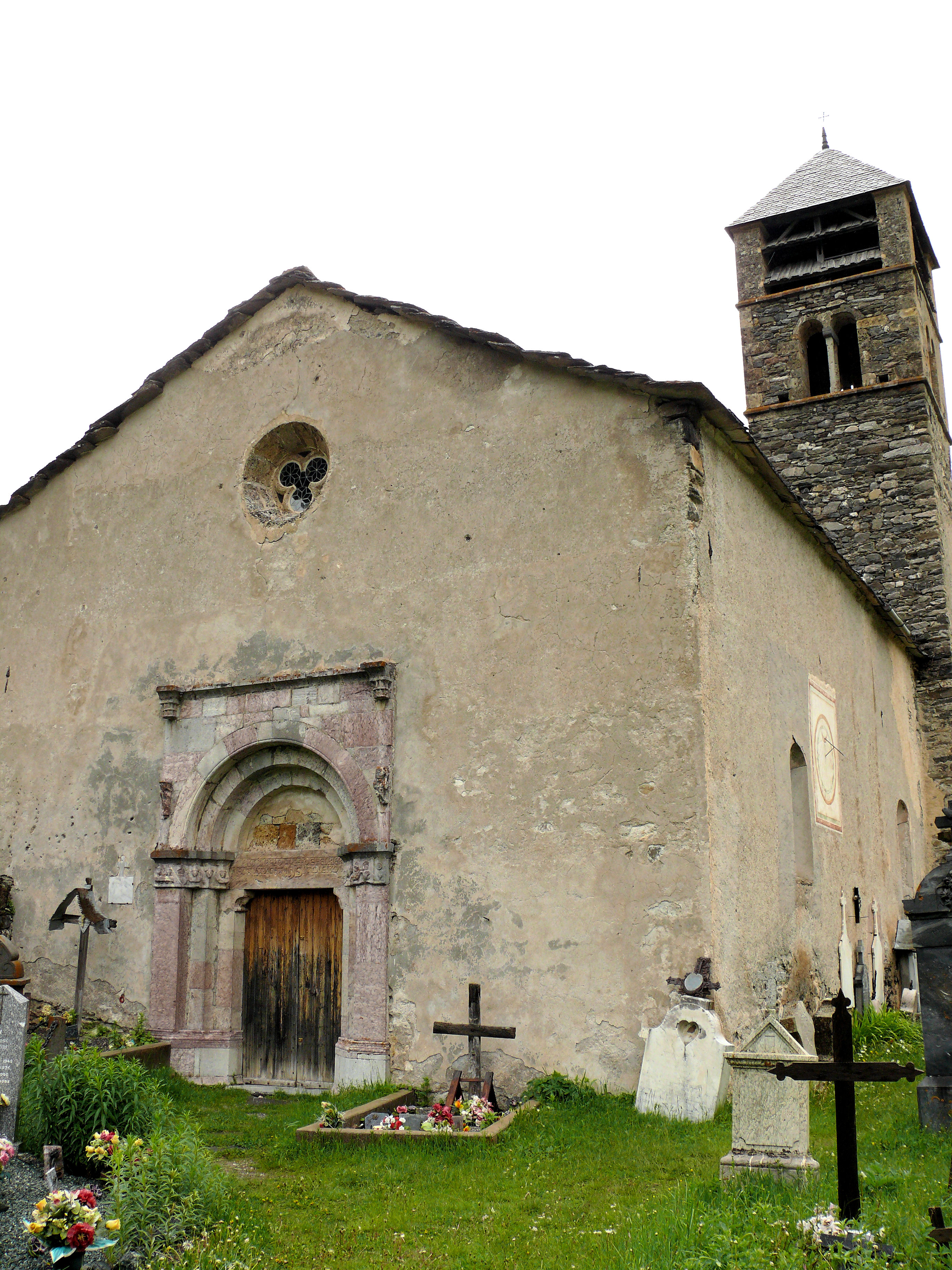
Vue façade Ouest et cimetière

L'église romane Saint-Antoine-du-Désert de Maurin consacrée à saint Antoine (fête 17 janvier) est classée monument historique. Ses fondations datant du XIIe siècle, reconstruites après une avalanche en 1531. Les trois travées de la nef, le chœur et les sculptures du portail en marbre rose sont romans ou bien en style archaïque du XVIe siècle. L’ensemble du retable et de son tableau sont datés du XVIIe siècle et classés. Une croix de procession en étain repoussé et cuivre doré est classée. Une avalanche en emporta les parties hautes, comme en témoigne une inscription gravée sur le tympan : « 1531 lo 14 de febrier, slavancha la gleiso (le 14 février 1531, l'église a été avalanchée ». Une chapelle des pénitents jouxte l'église.
Dans l'Église de Maljasset, ont été découvertes des fresques lustrées du XVIe siècle représentant la Passion du Christ. Recouvertes par les badigeons successifs, et invisibles, elles ont été découvertes par le maçon et restaurées en 1993.

### Monumentscadrans solaires
1. Celui de Maurin est signé Zarbula.
2. Un de la Barge est avec deux fleurs de lys, grattées durant la Révolution cadrans solaires de 1789.
3. Celui de Maljasset, portait cette inscription : « Je suis suspendu à la muraille, pour enseigner l'heure qu'il est aux braves gens et à la canaille »
4. Un joli très récent de La-Barge porte en latin la phrase suivante traduite: L'homme est un loup pour l'homme.
5. Un autre très récent de Maljasset est très complexe.

### Moulins du vallon de «Maurin»
- Le moulin de « La-Barge » est celui-ci qui fut le dernier en activité de la commune. Son dernier meunier fut Arthur Arnaud (1914,+1980). Les restes du moulin sont à peine encore visibles, alors qu'il était encore entier jusqu'en 1957, année des inondations qui l'ont détruit (Arthur avait alors 43 ans). À cette époque, il travaillait presque tous les seigles de la commune. Albert Manuel dit qu'il fallait descendre et remonter sur le dos la fourniture par un petit chemin étroit. Il cite les trois générations Arnaud (Jean, Antoine, puis enfin Arthur). Il cite aussi le travail de Calixte André qui participait (mari de Marie-Rose, parents d'Hélène Arnaud et Michèle Tronc).
- Moulin-Scierie de « Maljasset » : ce moulin a été exploité environ 50 ans à la découpe des blocs de marbre de Maurin extraits sur les deux carrières avant leur expédition. Le dernier à l'avoir fait tourner serait un Célestin Ollivier. Il reste encore quelques morceaux des murs du moulin. Il était en aval du hameau à 200 m lieu-dit « Pra-das-Filhas » (traduction incertaine pré des filles ou peut-être des écheveaux de filasses). Auparavant, c'était un moulin de meunerie selon Albert Manuel.
- Juste sous Combe-Bérmont : la carte d'état major 1856 indique un moulin rive-droite. Albert Manuel dit justement qu'en 1988 André Bellon âgé de 87 ans avait entendu de son père qu'il y avait là un moulin qu'il n'avait pas vu lui-même en fonction.
- Les prés de la rive droite pour moitié emportés par la crue de 1957 s'appelaient les Prés-du-moulin et la maison cadastrée 320 dénommée maison du Molinier nous dit Madame Liliane André de 1940. Elle indique qu'avant la crue centennale des prés magnifiques existaient tout le long du vallon, des surfaces très importantes ont disparu à partir du pont du Passour jusqu'au bout. Elle disait que les rives de l'Ubaye étaient très franches et la contenaient plus proche des pentes de la rive gauche; préservant ainsi des prés plus éclairés.
- Juste en amont de « Maljasset » : la carte d'état major 1856 indique un moulin rive-gauche.
- Plus haut que le dernier hameau : il est probable que le toponyme « Paroir » est à associer à une activité de foulage. La carte de Cassini porte bien nettement la trace d'un hameau rive droite.
- Une centrale hydroélectrique, en service actuellement, en aval du vallon à « La-Barge » : depuis 1980 (environ), une société exploite la force hydraulique par un captage à l'altitude 1 860 m et turbinage au bas de la Blachière 1 736 m soit 114 m de dénivelé et 1,4 MW nominal.
- Encore en aval de ce vallon, entre Saint-Antoine et la Blachière, on entend couramment dire que dans les ruines des Mouras (lieu-dit : Pont-vouté) rive gauche, comme en face du Vallons des Houerts rive droite, il y eut des moulins. Les analyses approfondies ne le montrent pas pour le premier. Les deux bâtisses étaient des bergeries par contre, il y a bien entre ces deux lieux, aux « Eaux-Douces », des parcelles de prés-de-fauche au ras de l'Ubaye que l'on nomme « Parror » (69/70/337) propriété de Calixte André décédé en 1957 (La Barge)[35] :
  - Ce dernier toponyme rentre en coïncidence avec d'autres indices d'une activité de traitement des peaux ou des tissus par un martinet : la présence d'une argile connue et favorable[36], la présence de la source douce à très gros débit, des ruines (parcelles 65, 49, 50), témoignage de l'abbé Signoret la « Voix de Provence » 1950[37].
  - La Bergerie en face des Houerts était à Tiénon Signoret (La Barge). Elle a été détruite par la crue de 1957. Avant cette époque, à l'endroit du lit actuel de l'Ubaye, il y avait là des prés magnifiques. L'Ubaye passait donc au ras du talus de l'Ubac rive gauche. Le témoignage de son fils Alain rapporte qu'il y avait deux niveaux. Au RDC la bergerie et un coin cuisine sommaire séparés par un mur et en haut la grange. Il était possible d'y coucher, dans un confort très spartiate. Ce fourrage était donné sur place en fin d'hiver. En 1957, les brebis s'y trouvaient et elles ont failli mourir. En effet, le lit de l'Ubaye a été dévié à cause des matériaux charriés par le vallon de Chiol qui ont obstrué l'Ubaye. Le lit s'est beaucoup déplacé. Un îlot comportant cette bergerie s'est formé. D'importantes très belles surfaces agricoles ont disparu (environ 2 ha). Cette bergerie était une des rares estives proches du fond de la vallée principale sauf dans ce quartier de la commune où c'était chose courante (cabanes d'estive proches sont Saint-Antoine et Marous par exemple). Lors de cette crue, le mur nord étant tombé à l'eau, la charpente couverte de lauzes a pivoté autour du centre de la ferme de charpente. L'ensemble des lauzes du pan sont tombées et ont formé un endiguement naturel protecteur. De gaillards chasseurs, informés de la situation, ont réussi un défi incroyable. Ils sont remontés à partir du pont du Chatelet et ont sauvé tout le troupeau, dont aussi la brebis qui était tombée à l'eau.
  - L'analyse rapide de la Bergerie des Marous montre qu'il n'y a pas eu de moulin.
- Certains disent qu'il y en aurait eu un autre dans le vallon de Chabrière.

## Personnalités liées au vallon de Maurin
- Le curé de Fours[38], l'abbé A.-J. Reynaud, était originaire du hameau de Maurin, et y vint passer sa retraite où il prit de nombreuses notes.
- Pierre Moustiers romancier, scénariste, essayiste était amoureux du lieu. Il possédait la maison cadastré 154 à Combremont. Il était entre autres passionné d'escalade[39].

## Services et infrastructures

### Eau de consommation
Des maisons les plus hautes vers les plus basses. 
- Les maisons amonts (Combremont, Saint-Roch, la Rua et l'Isus) ont des sources privées.
- La plus grande partie, celles de Maljasset et La Barge ont une source commune, c'est la source communale très bonne, captée rive gauche, dans la barre en face Maljasset, à 70 m de niveau au-dessus du village, sur la grande parcelle 75. Le bassin château-d'eau est lui rive droite, au-dessus de Maljasset, 37 m au-dessus du niveau moyen de ce hameau. La source a un débit très constant supérieur à vingt litres par seconde. Elle a été considérée suffisante pour la sécurité incendie, sans réserve supplémentaire. La surverse du bassin château d'eau alimente la fontaine centrale. La qualité de l'eau est sans presque jamais aucun problème (entretien des bassins à part) (on peut presque dire excellente). La résurgence est inaccessible et provient vraisemblablement des eaux d'infiltration du glacier de Marinet. Le beau débit est tel qu'il a servi depuis 2014 de remplaçant de la source peu fiable de La Barge (quinze points de distribution) ; c'est une longue canalisation sous la route qui rejoint le château-d'eau de La Barge[40].
- La fontaine de La Barge : attention, elle n'est pas potable ; un panonceau sur la fontaine indique « eau non-contrôlée ». L'ancienne source du village l'alimente. Cette eau qui est sur-minéralisée, est de qualité très médiocre, provenant du cirque de Panestrel. Sans parcours profond, elle est régulièrement polluée par le pâturage des vaches[41].

### La Poste
Au col de Mary, une boîte aux lettres était relevée autrefois par le facteur de Maurin : c'est par là que transitait le courrier entre les ouvriers piémontais travaillant dans les carrières de la Haute-Ubaye et leurs familles restant en Italie.

### Déneigement
Il est assuré par les engins communaux journellement sauf incident.

### Déchets
- Containers de tri-selectif :  Les seuls containers sont au chef-lieu à Saint-Paul.
- Déchetterie de Plan la Croix : Les plages d'ouverture du centre de tri sont très larges : Déchetterie de "Plan la Croix", entre Jausiers et Barcelonnette).
- Encombrants : Téléphonez à la déchetterie qui les enlèveront si s'est convenu ou à la mairie.
- Bennes à sacs : Les camions communautaires collectent à Maljasset et La Barge. Portez une attention particulière au tri car nos sacs standards font presque 180 km pour rejoindre le site d'enfouissement, vers Manosque. Les fermentescibles, végétaux, épluchures, inertes sont peut-être être géré localement par certains. Demandez autour de vous !

### Téléphonie
- Mobile: Une antenne de téléphonie mobile a été implantée à côté du réservoir d'eau de Maljasset en mai 2022. En amont de la Barge, réseau 4G de très bonne qualité. En aval de la Barge, sur la route, les échanges de SMS sont possibles, les conversations téléphoniques sont possibles à certains endroits.
- Filaire: Les lignes sont sensibles aux intempéries.
- Secours: certains hébergements professionnels disposent de radio de secours.

## Refuge
Le refuge de la commune est le refuge-bivouac de Marinet.

## Toponymie

### Maurin
Le nom ancien de ce lieu est lié au col Mary. Il s'appelait « Col de Maure » ou « Col de Maurin ». Les Italiens continuent de le nommer ainsi et non pas Mary. Maure vient de mauro et signifie « brun, noir » comme dans Montagne noire par exemple. En ancien provençal par exemple  mor, moro signifie « africain ; musulman » et « basané, marron, noir ». Cependant en de nombreuses langues, et patois, il signifie simplement de couleur noire comme un maure, de couleur sombre, par exemple le Massif des Maures : Liutprand de Crémone au Xe siècle le latinise en Montem maurum ce qui signifiait « la Montagne noire » ou « le Mont sombre » Or, le lieu de la Vallée de l'Ubaye, de Tournoux à Maurin, est attesté sous la forme latinisée vallis Montii « Val-de-Monts »[Quand ?] : et donc, Maurin pourrait signifier simplement mons maurus, « les monts sombres ».

### Maljasset

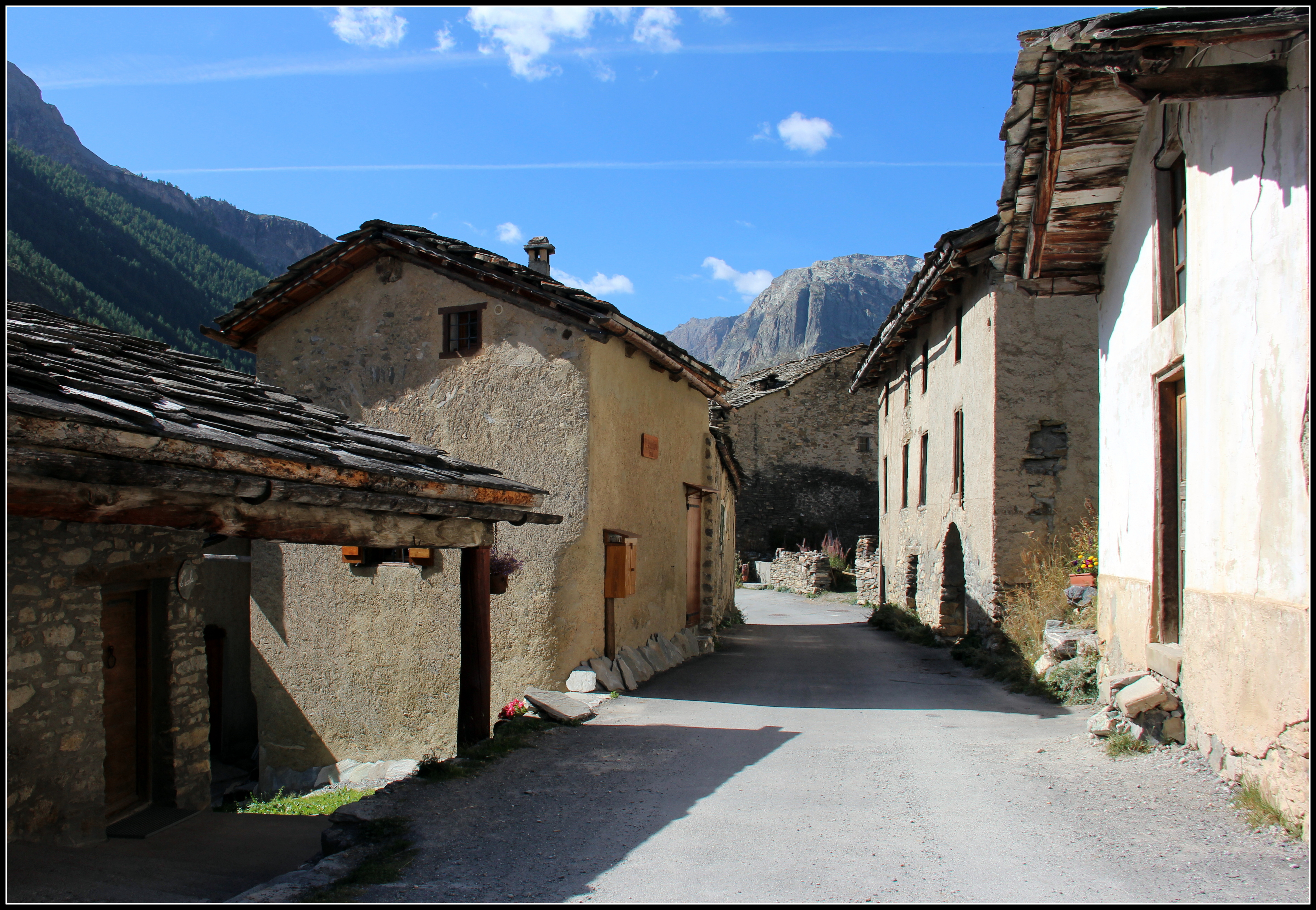
Maljasset

Francois Arnaud indique que pour lui le sens de ce toponyme est « Mauvais petit gîte ». Il est intéressant de remarquer que le toponyme est composé de trois parties aténuatrices : "mal" = mauvais; "jas" = issu du latin vulgaire "jacium" lieu de couchage sommaire (par exemple, celui du grand gibier), de "jacere" (« être étendu »), a donné la désignation de la bergerie en occitan, a donné "gésir" et "gîte" en français ; "et" pour finir cette terminaison, suffixe prononcé "ette", atténuant la partie centrale "jas" pour signifier "petit jas".

### La Barge
Le toponyme se rapproche du sens des mots "berge, bord, barre" en désignant la limite de la partie habitée du vallon de Maurin assez horizontale avec 4 % de pente moyenne qui contraste avec l'aval resserré, étriqué qui lui a une pente moyenne presque double de 7,7 %. Cette partie pentue, descendant franchement se nome "La Blachière". Selon Olivieri et d'autres savants, prend le sens d'un abri insalubre "bouge" ; pour d'autres, cependant, aurait un lien avec les racines anciennes berg-barg-Breg-brig ayant le sens d'élévation du terrain, montagne. Les homonymes et paronymes sont recensés dans les pages wikipédia : Barge et Barje. Dans le Val-Maira à seulement 17 kilomètres à vol d'oiseau (azimute 134°) se trouve "Bargia" un hameau de la commune d'Acceglio. Dans l'est à 43 km se trouve Barge (Italie) qui est aux contreforts de la plaine du Po, région du Piémont.

### La Blachière
C'est le vallon aval, juste après La Barge, non-habité, constitué à certains endroits de roches très blanches de calcaires très durs qu'on pourrait croire étymologiquement liées au toponyme. En descendant, sa première partie est assez raide et s’adoucit en arrivant à la confluence du riou des Houerts jusqu'à la confluence du vallon de Chauvet. François Arnaud, en 1920, dit que Blàchas, mot d'ici, est un nom de lieu venant du provençal "blacas", un jeune chêne blanc, mais par extension aussi employé pour les aires en taillis appelées ici Blachiéra. Mot formé un peu comme oliveraie (racine+terminaison), mais là de type latine -iera.

### Roure
Lacs du Roure, Béal du Roure, Col du Roure (2 829 m), Tête du Roure (2 973 m), la pointe du Fond du Roure (3 184 m). L'origine étymologique est à rattacher au chêne Rouvre ou Robur en latin qui se dit en ancien occitan et en Catalan aussi roure, qui a donné robuste en français. Les Ibères ont beaucoup fréquenté ces passages des Alpes au Moyen Âge. Ils ont laissé quelques toponymes par exemple Barcelonnette (Exemples de quelques comtes Catalan: Raimond-Bérenger IV de Barcelone décédé à Borgo San Dalmazzo en 1162, Alphonse II de Provence, né vers 1180, mort à Palerme (comte de Provence 1196 à 1209) ; son fils Raimond-Bérenger IV de Provence. Ils ont noué des alliances avec toutes les cours royales européennes). Le "Col du Roure" est le passage pratique pour Casteldelfino. Bien que le passage ne sois pas exceptionnellement dur, si on valide cette hypothèse, (il ne faut peut-être pas dire qu'il y a eu des chênes) mais par contre on peut traduire par « passage des robustes ». François Arnaud en 1906 indique que le chemin est un mauvais muletier indique sa géologie : quartzites et cargneule du Trias ; flancs, quartzites triasiques). On peut bien sûr imaginer que les trois toponymes ubayens (Rubren, Roburen et Ruburent) ont une origine latine liée à la même étymologie.

### Peine-d'Hier (St Antoine)
Ce toponyme se trouvait sur la première carte d'état-major en lieu et place du hameau de Saint-Antoine. La carte de Cassini indiquait "La Ruade" et "Penadeb..?", François Arnaud, page 53 de la référence ci-dessus, nous dit en Valéian (occitan de la vallée) "Pinadiéra" et il traduit en français la pinée. Il a certainement un peu hésité à traduire la terminaison "iéra" en donnant "aire de la pinée" car la postposition complétive directe du nom est rare dans l'aire linguistique. Malgré tout, la piste est tentante. Nous pourrions relier "aire" dans son assertion : usage du vent dans une zone exposée (vanner, sécher, venter (séparer les grains des épis avec un van ou une Pelle (outil)), l'aire-de-séchage par exemple du sel a donné Hyères, "l'aire-à-battre" (Fléau (agriculture)), etc. "Aire" a des assertions simples, aussi de "zone". Mme Imbert, fondatrice du musée, précise que sur le premier cadastre de 1702 l'orthographe est "Penad'hier" et elle nous invite à l’interprétation, non pas de "aire de la pinée", mais celle à vanner : "aire de vannage des pins". Il resterait donc alors à expliquer ce qui justifierait l'inversion de l'objet et de son complément. Nous pourrions éventuellement prendre "aire" comme le complément "pinée de l'aire à vanner", cette forme distinguerait cette pinée des autres très nombreuses qui pussent toutes avoir alors une dénomination particulière, celles proches par exemple : (route de Fouillouse), lisible sur la carte 25/1000ème, "Pinatel", comme celle du "Pinet" de Serenne). Les problématiques de vannage sont présentes car le tarare ne s'est diffusé que vers 1860 remplaçant assez vite le vannage. Cette hypothèse d'interprétation toponymique est éclairée par les autres toponymes environnants. Le verrou géologique du Châtelet est à l'origine du nom même des "Serennes", si bien nommées de leur protection des vents (à l'ouest par l'arête de "Ventafol" à son pied "Les Bonis"), leur situation leur rendait problématique tout vannage ; le cadastre de 1702 indique que tout ce quartier de Saint-Antoine" n'est que granges éloignées, possessions des gens de Serennes (cela ne préjuge pas de la possibilité d'un habitat local antique) ; la bosse avant Saint-Antoine s'appelle d'ailleurs "L'Eyrasse", "la grande aire" (la terminaison locale "asse" est un augmentatif). L'alignement de vallée avec le vent dominant est propice à un régulier effet venturi.

### Panestrel
François Arnaud page 32 du « Correctif de la C. E. Major », 1906, au chapitre « Bial-Gros » indique que le toponyme « Panestrel » décrit le phénomène courant d'altitude d'eaux d'un cirque qui s'écoulent des pentes amonts en s'infiltrant dans la moraine-pierrier sourdant et ressortant bien plus bas.
Panestrel se décompose en trois parties : "pas" au sens de la négation, "estr" aux sens variables, mais là, au sens du passage (à la manière des Estrées, toponyme très courant dans la moitié nord de la France, à la manière de Guillestre, de l'Estrech au chef-lieu de Saint-Paul (qui lui, vient aussi du latin Strictus, étroit)), et en fin la terminaison, suffixe "el" au sens de mineur et petit.

### Cristillan
L'abbé Moutier estime que l'hydronyme du riou du versant nord (Queyras) désigne les eaux pures à la manière des « Claires », « Claré », « Blanche ». Le vallon-massif du Cristillan s'étend au nord de la commune entre le « col de la cula » 3 070 m et « Pic de La roche Noire » 3 134 m, passant le « Col sud du Cristillan » 2 957 m et le « Col nord du Cristillan » 3 032 m.

### Les Houerts
Sur le cadastre napoléonien, le toponyme est noté Les horts. À partir de la signification « les jardins » transmise par les habitants et la prononciation locale, les cartographes ont choisi la forme latine Hort, (même racine qu'horticulture). En 1906, François Arnaud (alpiniste) dans le « Correctif de la carte d'état major » page 33 dit : « Col des Houérts, des jardins (hortus) ». Entre 1841 et la carte d'état major suivante, on s'est rapproché de la prononciation locale sans s'éloigner trop du latin établissant Houerts, localement ont prononce « zouers ». Il est communément admis qu'il n'y a jamais eu dans le vallon de jardin, il faut donc le voir comme la désignation métaphorique d'une situation naturelle peu commune (des plantes rares, des ordonnancements étonnant, réguliers, particuliers de la végétation, dû a une hydratation par les bouillonnements du torrent mettant même par temps secs des bruines).

### La Blave

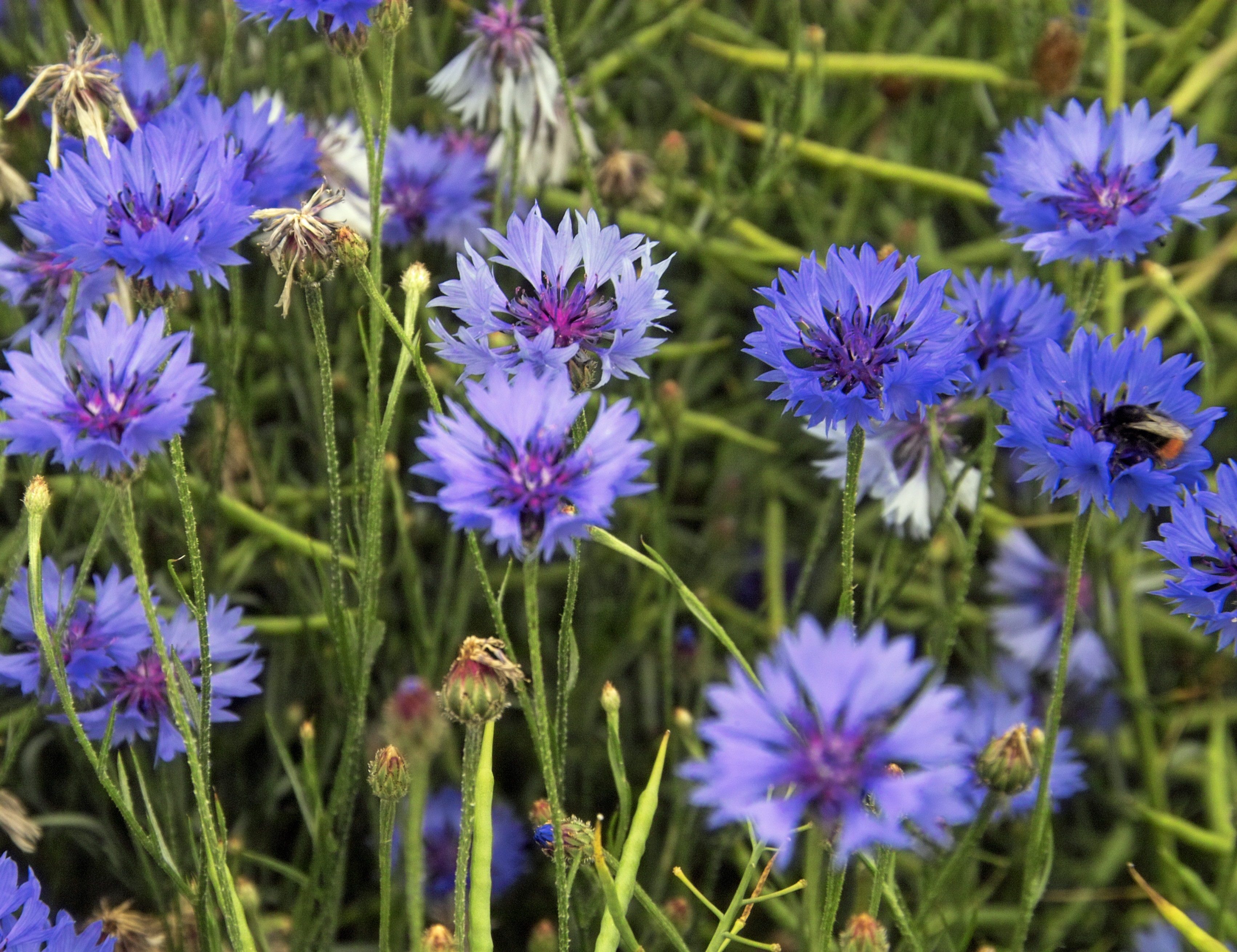
Bleuet des champs

Ce toponyme est celui de la carrière de marbre, en amont de "Parrouar" et des prés environnant. Dans le vallon correspondant à l'adroit, pied du "Vallon-des-Hugues", combe profonde, il y a aussi dénommée le "Ravin-des-Blavettes". François Arnaud, en 1920, dans son dictionnaire "Langage de la Vallée" dit qu'en patois c'est Blàva, Blavéta:  signifiant lieu ensemencé de seigle, où poussent souvent des bleuets. En français, nous avons aussi un verbe agricole spécialisé qui intact empreinte cette même racine ancienne blave. C'est emblaver: ensemencer une terre en céréales. Exemple (Jules Renard): "Les paysans sont contents, ils vont pouvoir emblaver mou. Le temps a mal au cœur." (c'est-à-dire terre humide/ facilement) (ce verbe français a son équivalent locale Âblaiàr). Le Bleuet fait partie des messicoles, comme le coquelicot. Leurs germinations tardives sont compatibles avec les ensemencements automnaux. Le bleuet très comestible n'était pas un problème. Malheureusement celui-ci a tendance à disparaitre maintenant avec les semences traitées.
Interrogé sur ce fait, Georges Imbert des Prats, 1930 dit qu'il est pour lui très probable que cette culture ait été faite à cet endroit. Il rajoute des détails spécifiques, les seigles étaient semés en aout à Maurin et fin septembre à saint-Paul. La germination met seulement 15 jours. Elle donnait vite avant la neige des parcelles d'un très joli vert particulier. À 20 cm de tige environ, on faisait brouter jusqu'à la neige. Les racines ne mouraient pas. Elle redémarraient au printemps. Les semences n'étaient pas réutilisées d'une année sur l'autre sur la parcelle et on s'arrangeait avec les voisins pour se passer des semences génétiquement de provenance un peu différentes. Parfois on mettait un Raganon qui est un froment (blé-tendre rustique) planté au printemps et récolté à l'automne.
Sur les deux cartes du XVIII les champs n'y sont pas dessinés, mais par contre, ils le sont très clairement sur la carte d'E-M. du XIXe. L'hypothèse d'une conquête de cet espace plus structuré avec la présence de la carrière de marbre et l'augmentation des besoins locaux semble possible. Les champs y sont si bien délimités qu'ils semblent palissés de barrières. La mesure donne environ 25 ha. Directement autour de la carrière, sur chacune des cinq parcelles bien délimités se trouve une bâtisse certainement à vocation agricole. Par-contre, très proche en aval, au Ga, il y a une parcelle de 14 ha et trois bâtisses. Au-dessus, ni structurés, ni délimités, les espaces sont malgré tout marqués de la couleur des champs. En seulement 1,5 km de long, il y a 15 ou 16 cabanes ; une densité incroyable alors qu'elles semblent agricoles, car la cabane des bergers est très bien indiquée. Par contre, entre le Ga et Combremont, il semble n'y avoir que 2 bâtisses agricoles sur 2,5 km. Sur les deux cartes du XVIIIe, ce toponyme est inexistant et le nombre de bâtisses est sans grande densité. Dans le vallon de Chabrière, on peut remarquer un développement un peu identique : 7 bâtisses au XIXe et seulement 2 au XVIIIe. Sur ses sept, trois sont sur une grande parcelle de champs de 14,5 ha, à vocation agricole probable et quatre bâtisses sont à l'écart dont deux groupées. Pour que la carrière porte ce nom de Blave, il fallut que préexiste une exploitation agricole de seigle quand bien même le développement fut très important à partir de cette extraction.

### Gavie
Le Béal de Gavie conflue avec celui de Chabrière à l'altitude 2310 à la cabane pastorale de Chabrière.
"Cirque de Gavie", Tête-, Baisse-, Crête-, "Vallon de Gavie" sont en amont de cette confluence vers l'est.
Gave est très souvent un toponyme du sud-ouest désignant l'eau et son cours.
Ce vallon est l'accès au "Plan et lac de Gandin à plus de 3000 et la très longue crête frontalière à plus de 3000 entre les cols de Laurtaret et Rubren.